# Palais du Golestan
Pour les articles homonymes, voir Golestan.
Le palais du Golestan (en persan : کاخ گلستان / Kâx-e Golestân, « palais du jardin des fleurs ») est l'ancien palais royal qadjar situé dans la citadelle royale de Arg-e Soltanati à Téhéran.

## Histoire
L'Arg (« citadelle » en persan) est construit sous le règne de Tahmasp Ier (1524-1576) de la dynastie safavide (1502-1736), et rénové plus tard sous le règne de Karim Khan Zand (1724-1776). Le Qajar Agha Mohammad Khan choisit Téhéran comme nouvelle capitale de l'Iran en 1783 et l'Arg devient ainsi la cité royale pendant l'époque qajare. Le palais est reconstruit sous sa forme actuelle en 1865 par Hadji Abolhassan Mémar Navaï.
Pendant l'époque Pahlavi (1925-1979), le palais du Golestan est utilisé pour les réceptions officielles, comme le couronnement de Reza Chah et de Mohammad Reza Pahlavi, la famille Pahlavi ayant construit ses propres palais au nord de Téhéran à Saadabad et à Niavaran.
Pendant le règne de Reza Pahlavi, une grande partie des bâtiments est détruite pour laisser la place à de grands bâtiments administratifs.
Le complexe du Golestan est actuellement ouvert au public, sous la responsabilité de l'Organisation iranienne du patrimoine culturel, de l’artisanat et du tourisme.

## Architecture
Au cœur du centre historique de Téhéran, le palais, ceint de murs,  est l’un des plus anciens ensembles de Téhéran. Il est construit autour d’un jardin composé de bassins et de zones plantées. Il fut construit à l’origine par la dynastie safavide dans la ville historique fortifiée. Après la construction d’extensions et d’ajouts, il fut doté de ses éléments les plus caractéristiques et de ses ornements au XIXe siècle, lorsque l’ensemble palatial fut choisi comme résidence royale et siège du pouvoir par la famille dirigeante kadjare. L’ensemble du palais du Golestan est actuellement composé de huit structures palatiales importantes, entourant les jardins du même nom et principalement utilisées comme musées, qu’entoure un mur extérieur percé de portes.

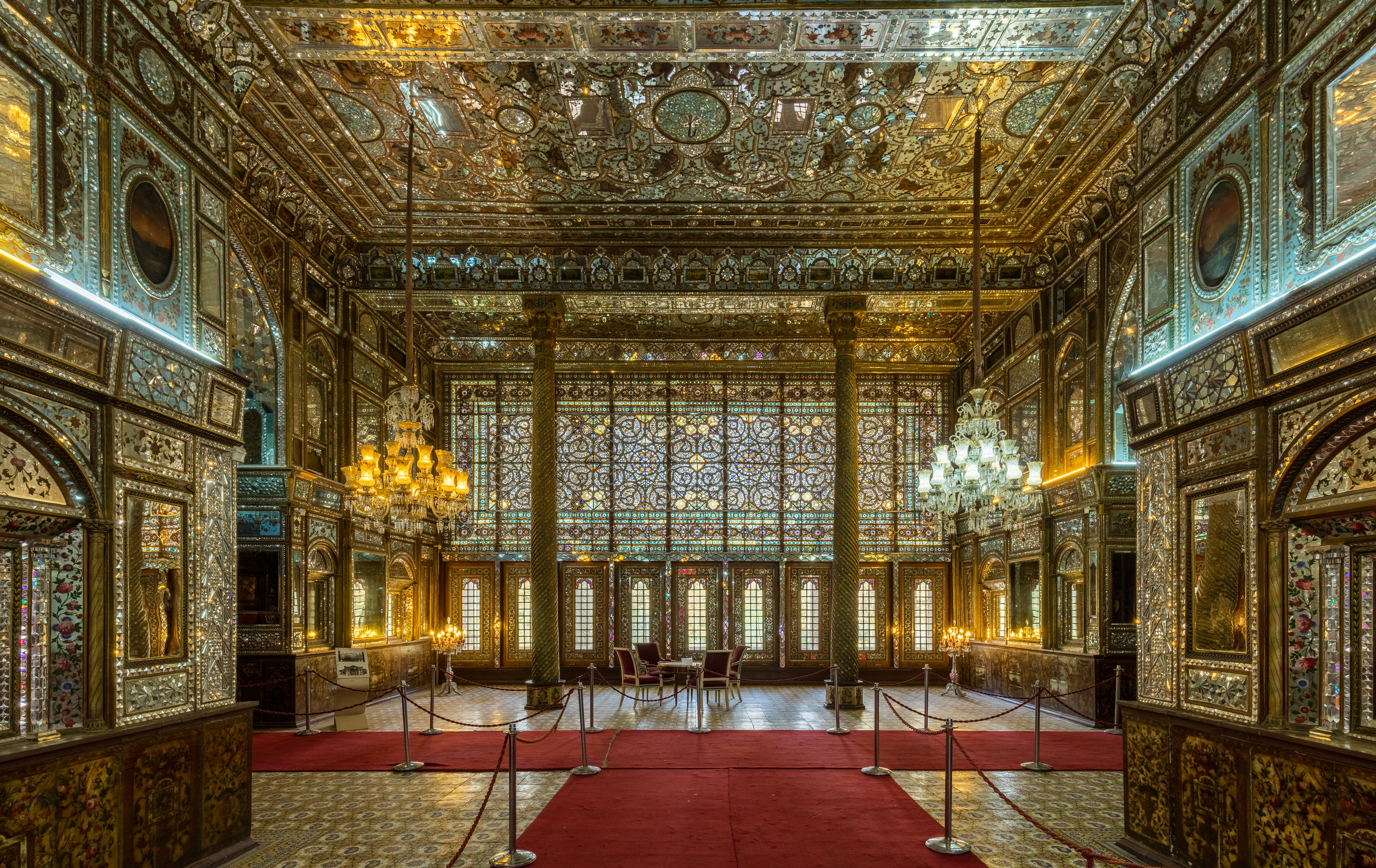
Une vue intérieure du palais.
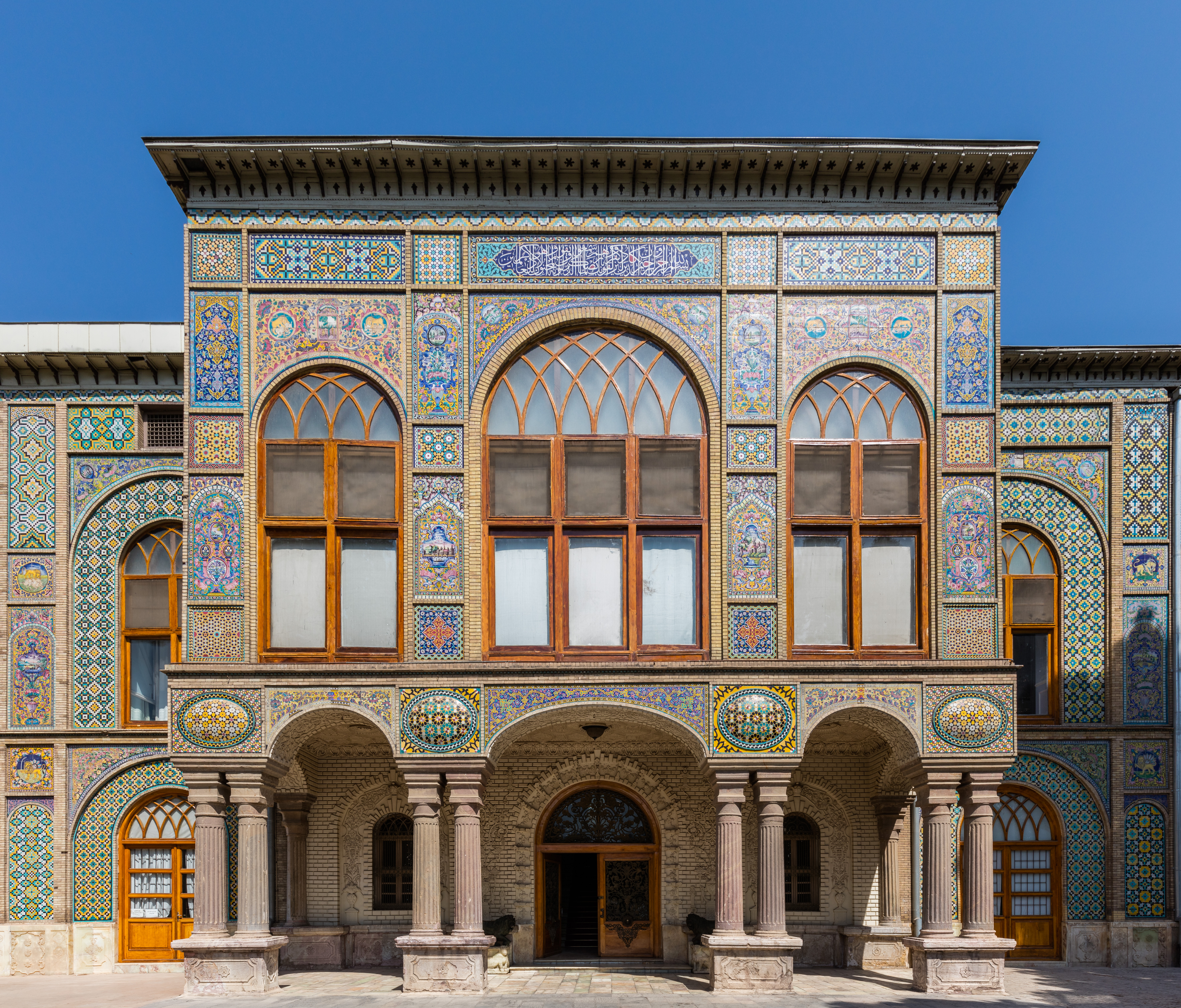
Vue extérieure du palais de Golestan.
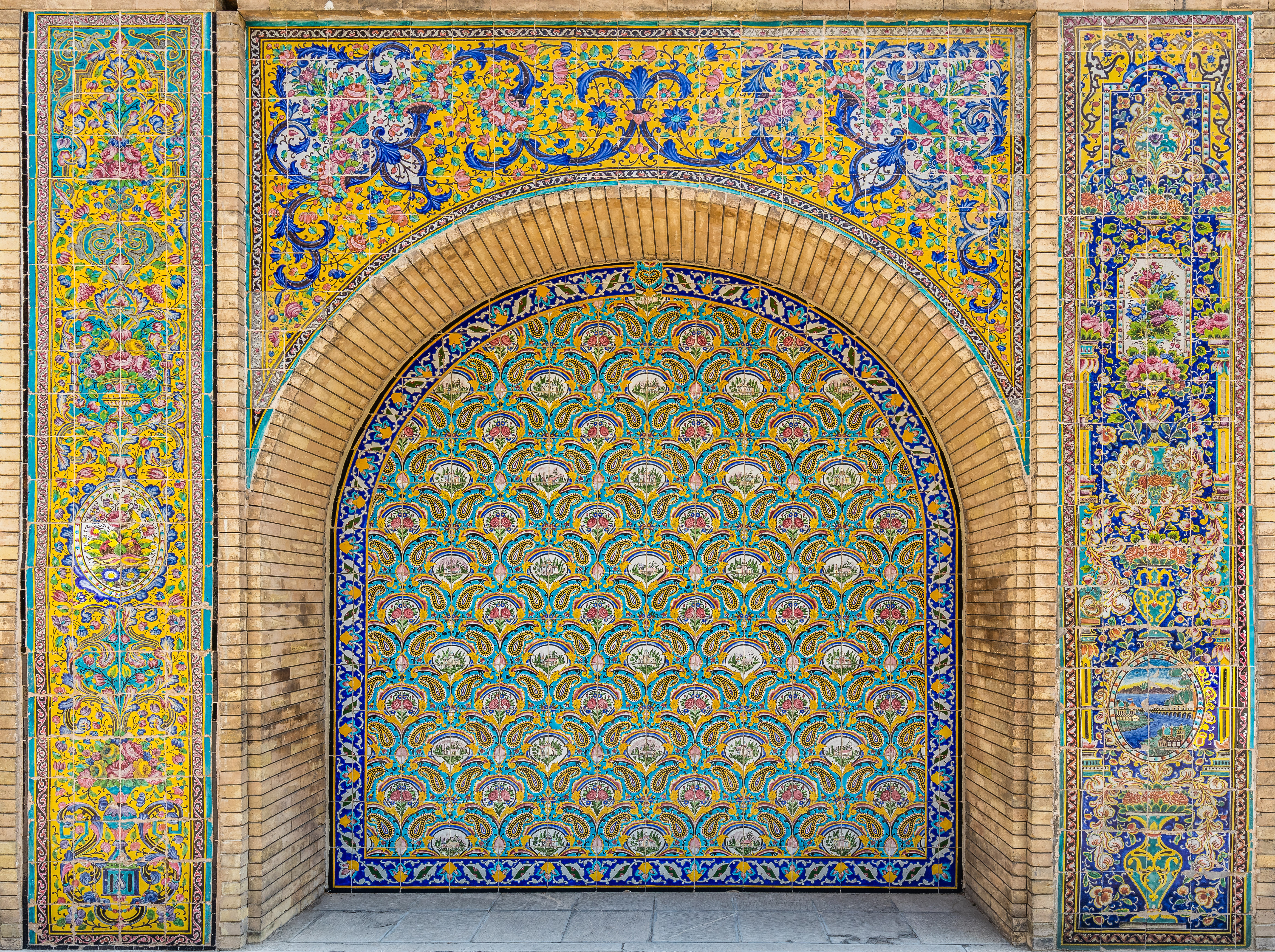
Motifs décoratifs dans le palais du Golestan. Septembre 2016.

L’ensemble apporte un témoignage unique des réalisations artistiques et architecturales de la période kadjare, y compris l’introduction de motifs et de styles européens dans les arts perses. Il n’était pas seulement utilisé comme la base du gouvernement des souverains kadjars mais servait aussi d’enceinte résidentielle et de loisirs et de centre de production artistique au XIXe siècle. Grâce à cette dernière activité, il devint la source et le centre des arts et de l’architecture kadjars.
Le palais du Golestan est un exemple éloquent des arts et de l’architecture d’une période importante en Perse, à travers tout le XIXe siècle, où la société connut des processus de modernisation. Le rôle influent des valeurs artistiques et architecturales de l’ancienne Perse ainsi que les impacts contemporains de l’Occident sur les arts et l’architecture furent intégrés en un nouveau type d’art et d’architecture au cours d’une période transitoire remarquable.

### La Salle du trône de marbre

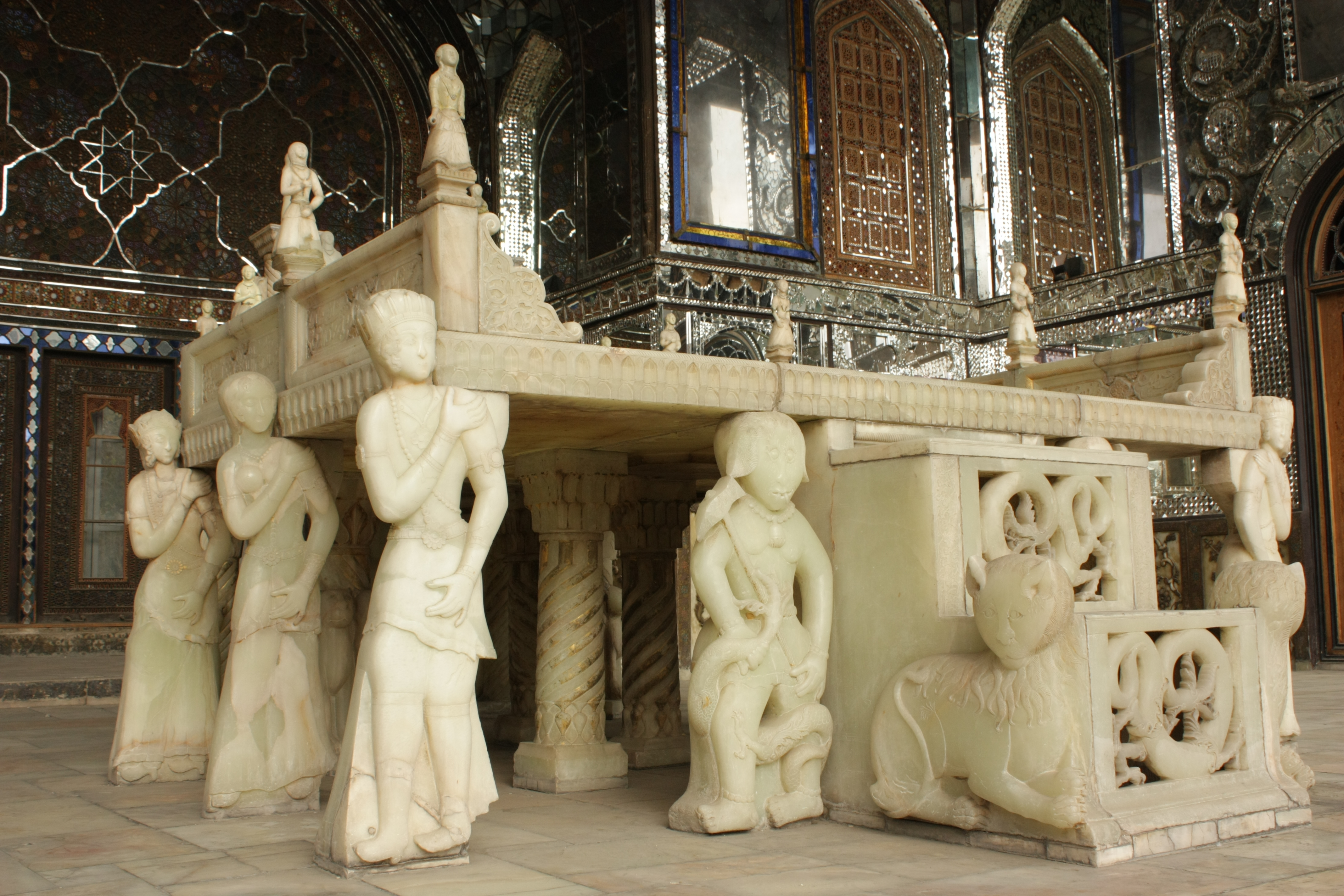
Le Takht-e Marmar.

La Salle du trône de marbre (en persan : ایوان تخت مرمر) est un iwan tapissé de miroirs, de vitraux et de peintures, abritant le Takht-e Marmar. Le trône, constitué par une plateforme soutenue par des anges, des démons et des colonnes torsadées, a été sculpté en 1806 sous Fath Ali Chah Qadjar. Le premier souverain Pahlavi, Reza Khan s'y fit couronner en 1925. 

### Le Khalvat-e Karimkhani

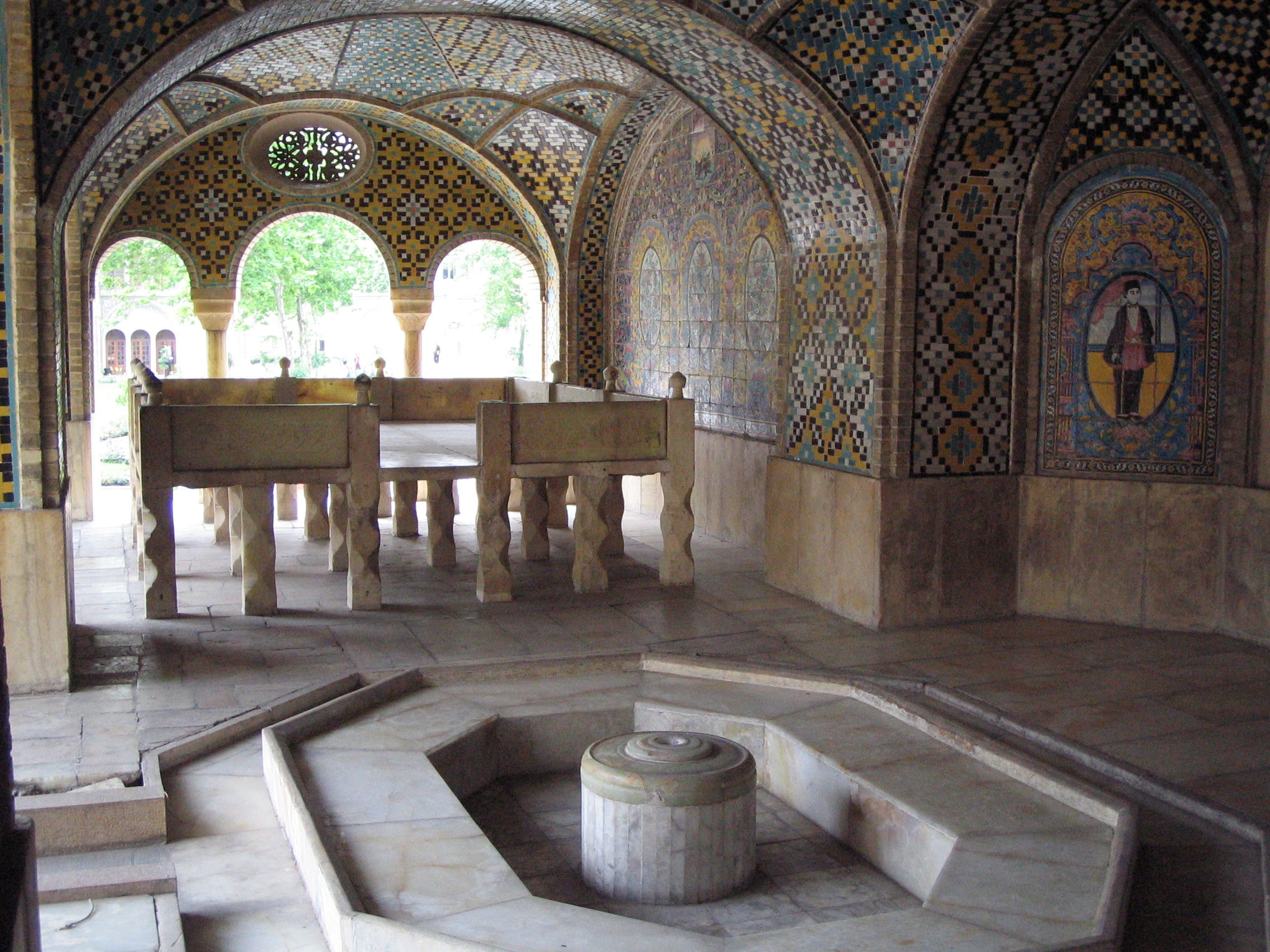
Le Khalvat-e Karimkhani.

À l'extrémité droite du bâtiment se trouvent les restes des appartements privés de Karim Khan Zand, le régent de Chiraz, construits vers 1760 et en grande partie détruits ou restaurés au XIXe siècle par Nassereddine Chah : le Khalvat-e Karimkhani (en persan : خلوت کریمخانی / Xalvat-e Karimxâni, « la retraite de Karim Khan »).
C'est une des plus anciennes parties encore existantes du palais. Il n'en reste qu'une salle à coupoles ouverte sur l'extérieur, qui abrite un bassin, un trône de marbre  et la pierre tombale de Nassereddine surmontée d'un gisant de marbre.

### Le Talar-e Salam

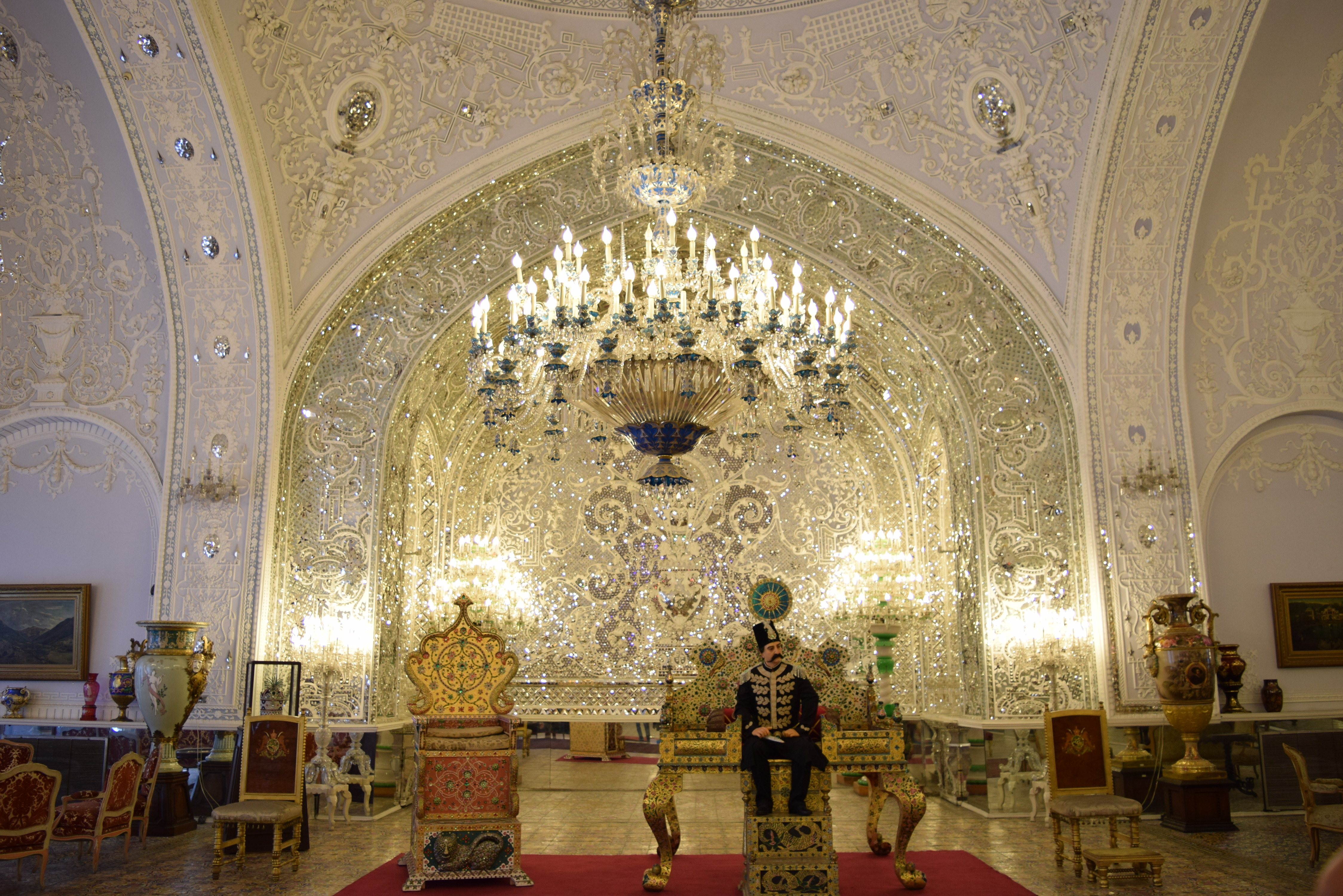
Le Talar-e Salam.

Édifié de 1874 à 1882, le Talar-e Salam (en persan : تالار سلام / Tâlâr-e Salâm, « salle de réception ») fut conçu à l'origine comme un musée d'inspiration européenne par Nassereddine Chah, premier souverain iranien à avoir effectué un voyage en Europe. Il fut ultérieurement réservé aux cérémonies d'apparat.

### La Salle des miroirs

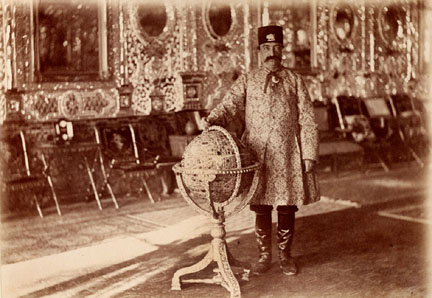
Nassereddine Chah dans la Salle des miroirs.

Au premier étage, la Salle des miroirs (en persan : تالار آینه) est inspirée de la Galerie des glaces de Versailles. Le dernier chah d'Iran s'y fit couronner en 1967.

### Le Talar-e Adj
À droite du Talar-e Salam, le Talar-e Adj (en persan : تالار عاج / Tâlâr-e 'Âj) renferme une collection de cadeaux diplomatiques.

### Le Chams-ol-Emareh

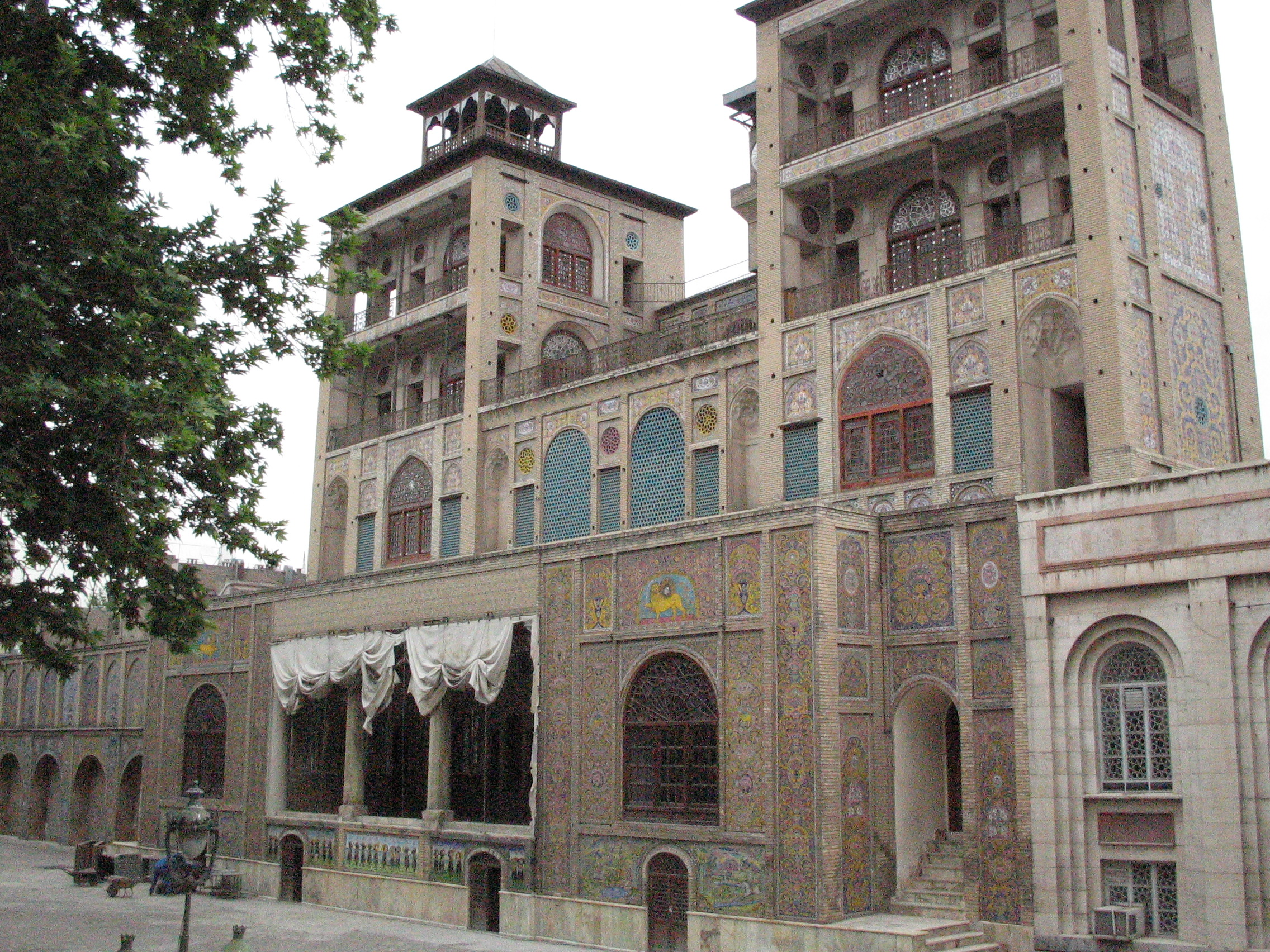
Le Chams-ol-Emareh, un des bâtiments les plus hauts de Téhéran à l'époque de sa construction.

Quelques années après son couronnement, Nassereddine Chah décide d'étendre le palais de Golestan dans sa partie orientale. Le Chams-ol-Emareh (en persan : شمس‌العماره, « soleil de l'architecture »), ainsi que la Salle des Miroirs, la Salle du Musée et la Salle d'Ivoire datent de cette période. À cette époque, Téhéran avait peu de bâtiments impressionnants et encore moins de bâtiments élevés. Quelques ingénieurs français et autrichiens sont invités à cette occasion à Téhéran pour mettre en œuvre les idées que Nassereddine Chah avait eues en Europe et voulait réaliser en Perse. 
La conception est l'œuvre de Doust-Ali Khan Moaier-ol-Mamalek et de l'architecte Master Ali Mohammad Kâshi. Commencée deux ans plus tôt, la construction du Chams-ol-Emareh est achevée en 1867.
Mirza Hassan Khan Etemad-os-Saltaneh (1843-1896), chroniqueur de la cour, écrit à ce sujet : 
« [...] le Kouchk, connu sous le nom de Chams-ol-Emareh, est une des œuvres grandioses de ce prince impérial. Son avantage par rapport aux autres constructions de Téhéran — et peut être de l'Iran — est évident et le nombre de ces étages s'élève à cinq. Ce souvenir important est dessiné et construit sous l'égide de Doust-Ali Khan Moaier-ol-Mamalek à la mode des palais et des constructions des pays d'Europe. Cette auguste construction est bâtie en l'an mil deux cent quatre-vingt-quatre d'Hégire, en la vingt et unième année du règne de sa Majesté [...] »

### Le harem

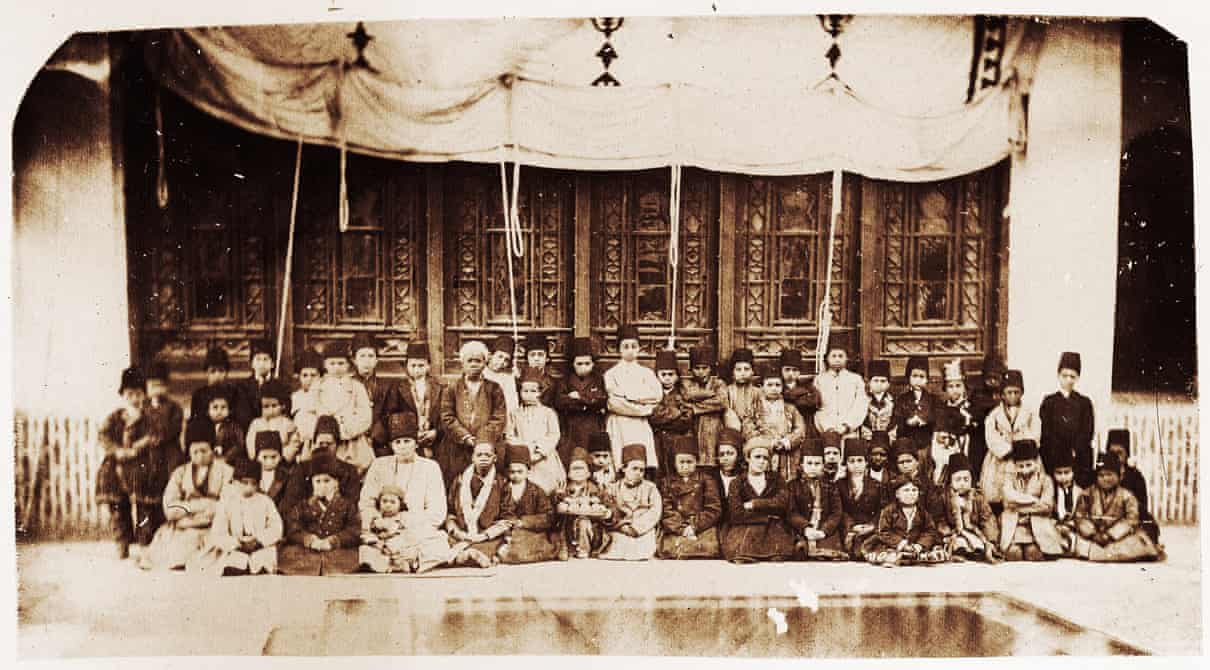
Nasser al-Din Shah photographié avec 53 de ses esclaves (Khawajas)eunuques, enfants de différentes origines ethniques, au harem du shah. Parmi eux, quatre garçons africains (qolam bachehha), palais du Golestan, à Téhéran, années 1880

### Le Pavillon des badguirs

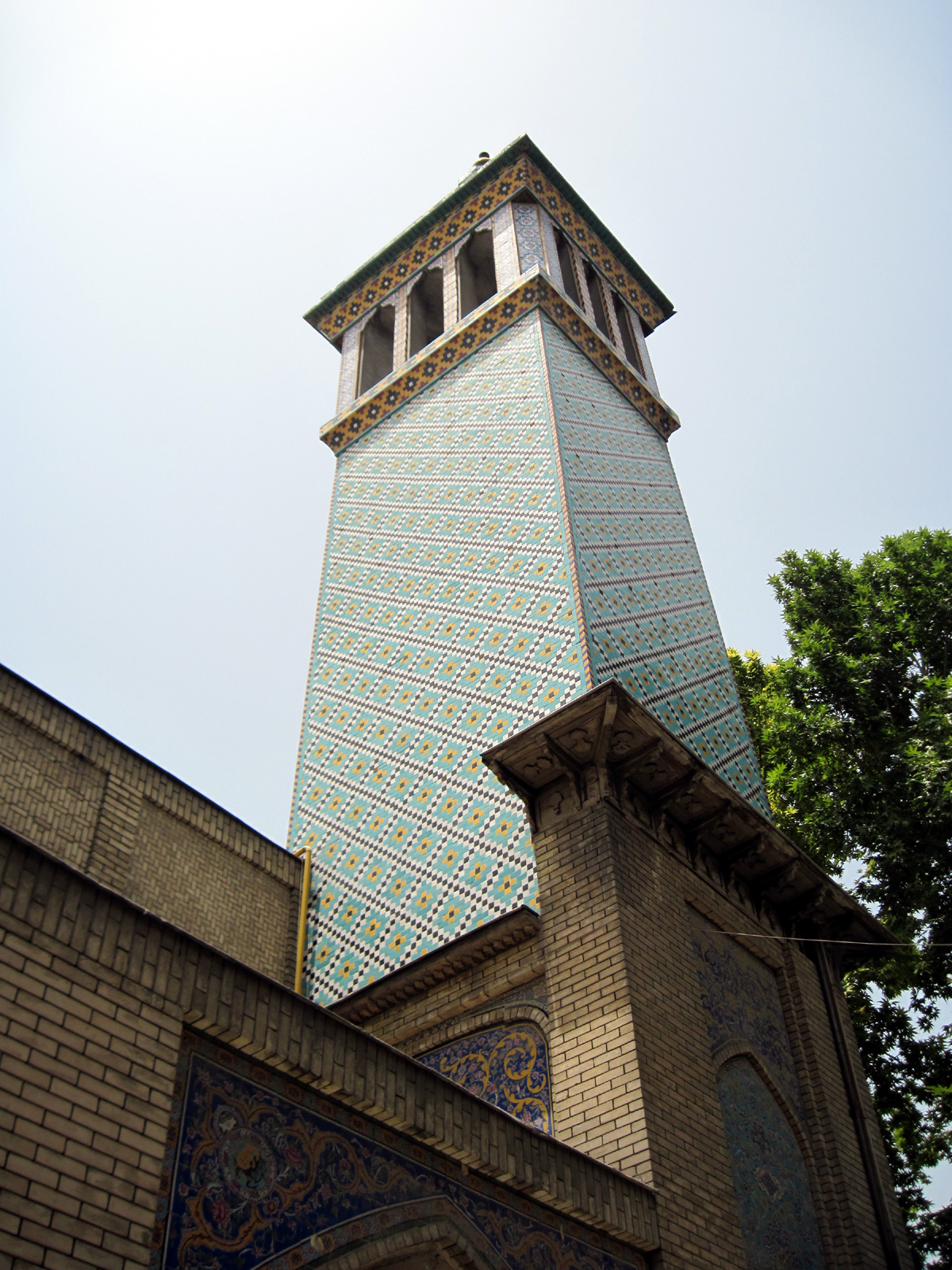
L'un des badguirs.

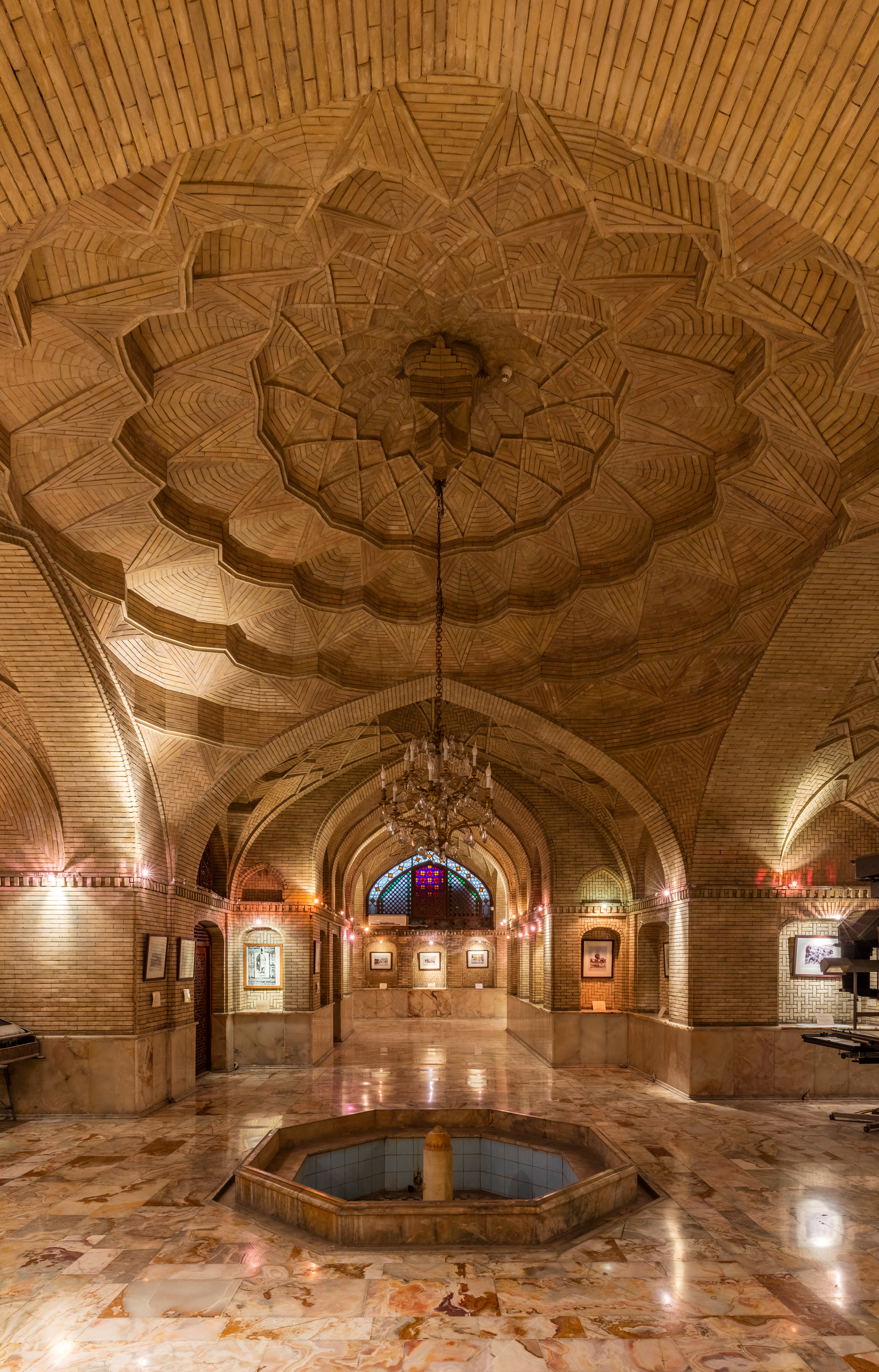
Une des chambres composant le musée de la photographie.

Le Pavillon des badguirs (en persan : عمارت بادگیر / 'Emârat-e Bâdgir) est un des plus vieux bâtiments du palais du Golestan. Il a été construit à l'époque de Fath Ali Chah Qadjar. Il est composé d'une pièce principale, de deux chambres latérales, deux vestibules et une pièce en sous-sol équipée d'un bassin. La chambre principale est décorée de vitraux, de colonnes de plâtre en forme de spirale, de plinthes de marbre peint ; le sol est couvert de carreaux de céramiques peints. Le plafond est décoré de miroirs et de peintures, ce qui est rare au palais du Golestan. La construction a lieu entre 1807 et 1809, sous la direction de deux architectes persans, Hadj Mirza Djafar Khan Tabrizi et Abdollah Memarbachi (plus connu sous le nom de Cheikh Abdolhossein). Les peintures sont le fait de Mirza Baba Chirazi, Ostad Ahmad, Firouz Achtiani et Ostad Mohammad Khan.
Pendant le règne de Nassereddine Chah (1848-1896), l'architecte Hadj Ali Khan Hadjeb-ed-Dowleh opère quelques changements sur le bâtiment jusqu'à atteindre son aspect actuel. Les changements peuvent se constater en se référant aux aquarelles de Mahmoud Khan Saba (1861-1863), qui présentent un aspect différent de l'aspect actuel du bâtiment.

Les changements du Pavillon des badguirs entre 1864 et 2013
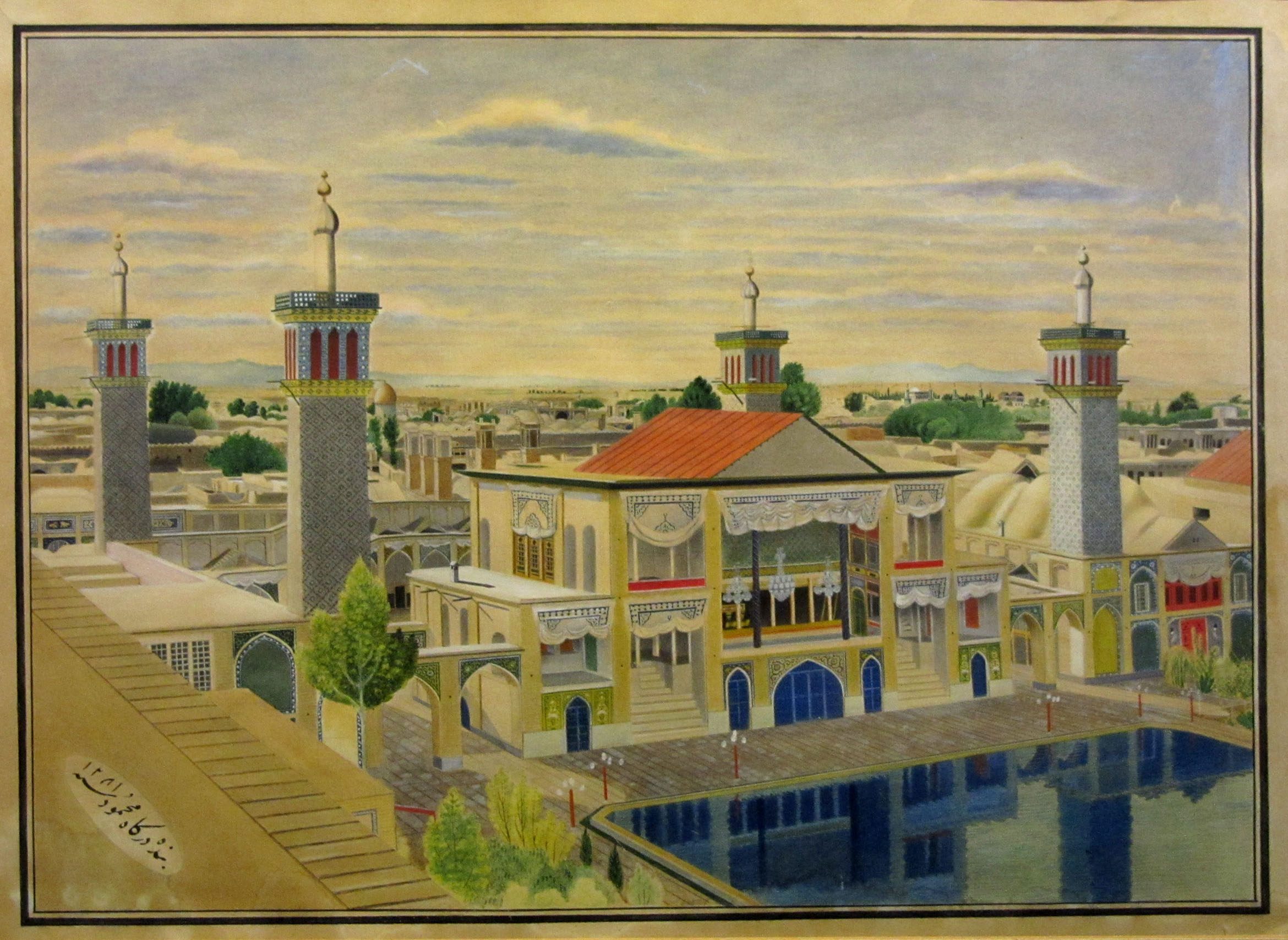
Le Pavillon des badguirs en 1864 (aquarelle de Mahmoud Khan Saba).
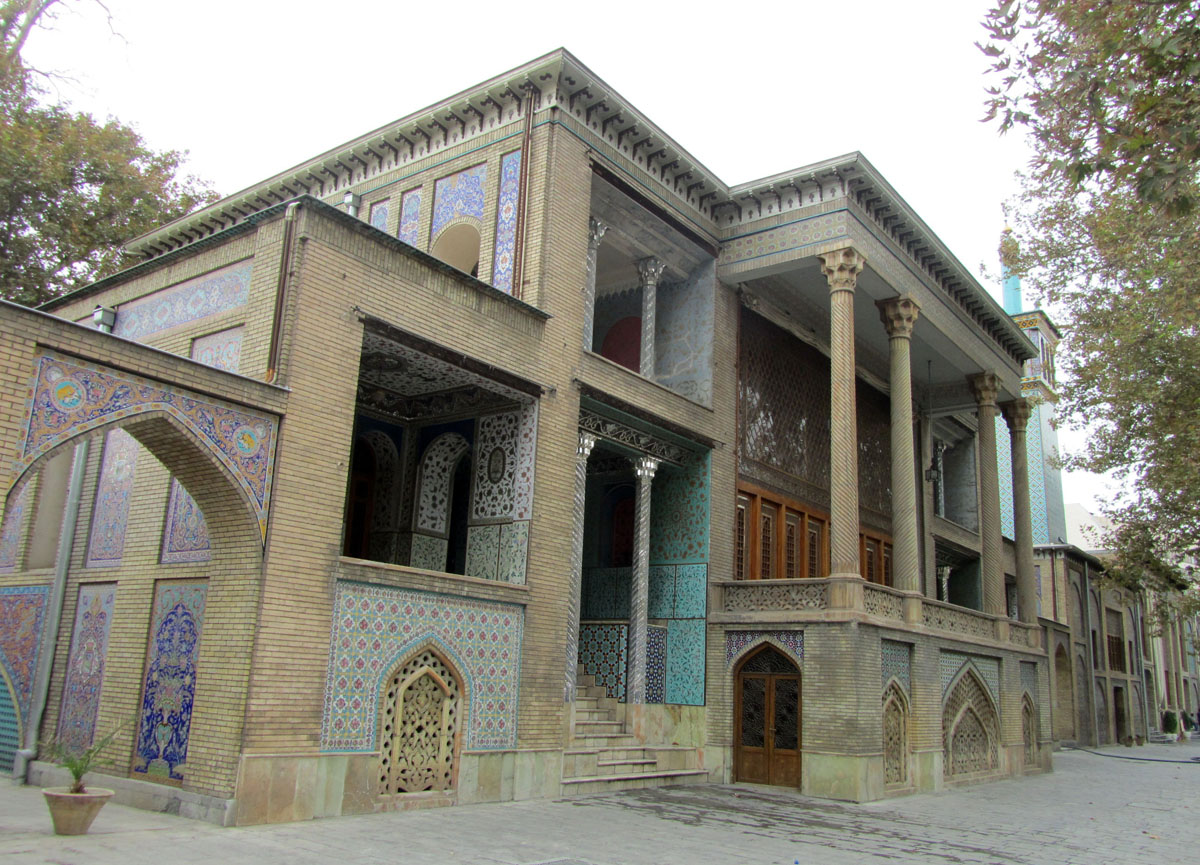
Le Pavillon des badguirs en 2013.

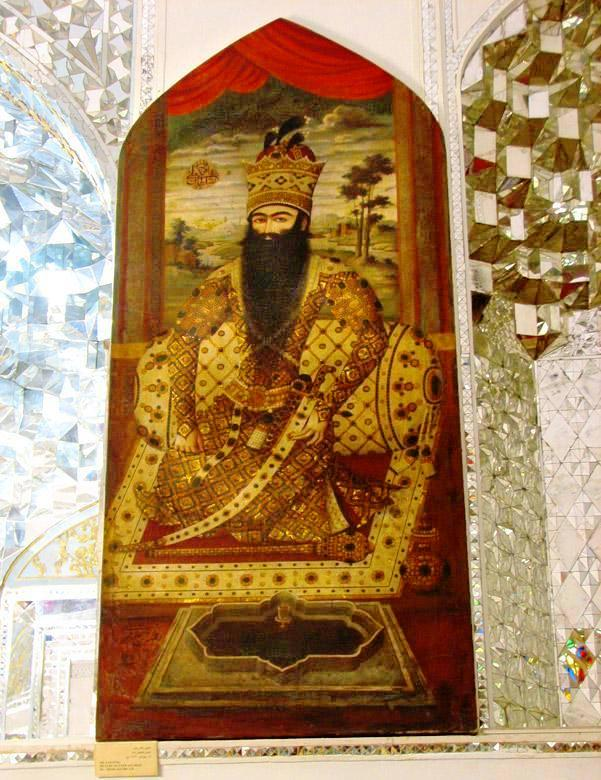
Portrait de Fath Ali Chah Qadjar par Mihr Ali (palais du Golestan).

Les chahs qadjars utilisent ce bâtiment plutôt l'été, notamment une large pièce en sous-sol, la pièce d'été, refroidie par quatre badguirs qui orientent l'air vers un bassin. La fraîcheur à l'intérieur du bâtiment est la raison pour laquelle le couronnement de Mozaffareddine Chah a eu lieu ici plutôt qu'au palais de Marbre. Les badguirs ne sont plus en fonctionnement.
Le bâtiment est fermé pendant trente ans à l'époque Pahlavi. Des restaurations ont lieu de 2002 jusqu'à l'automne 2004, date à laquelle le bâtiment est rouvert au public. La pièce d'été abrite un musée de la photographie ancienne de la période qadjare, appelé Akskhaneh.

## Galerie

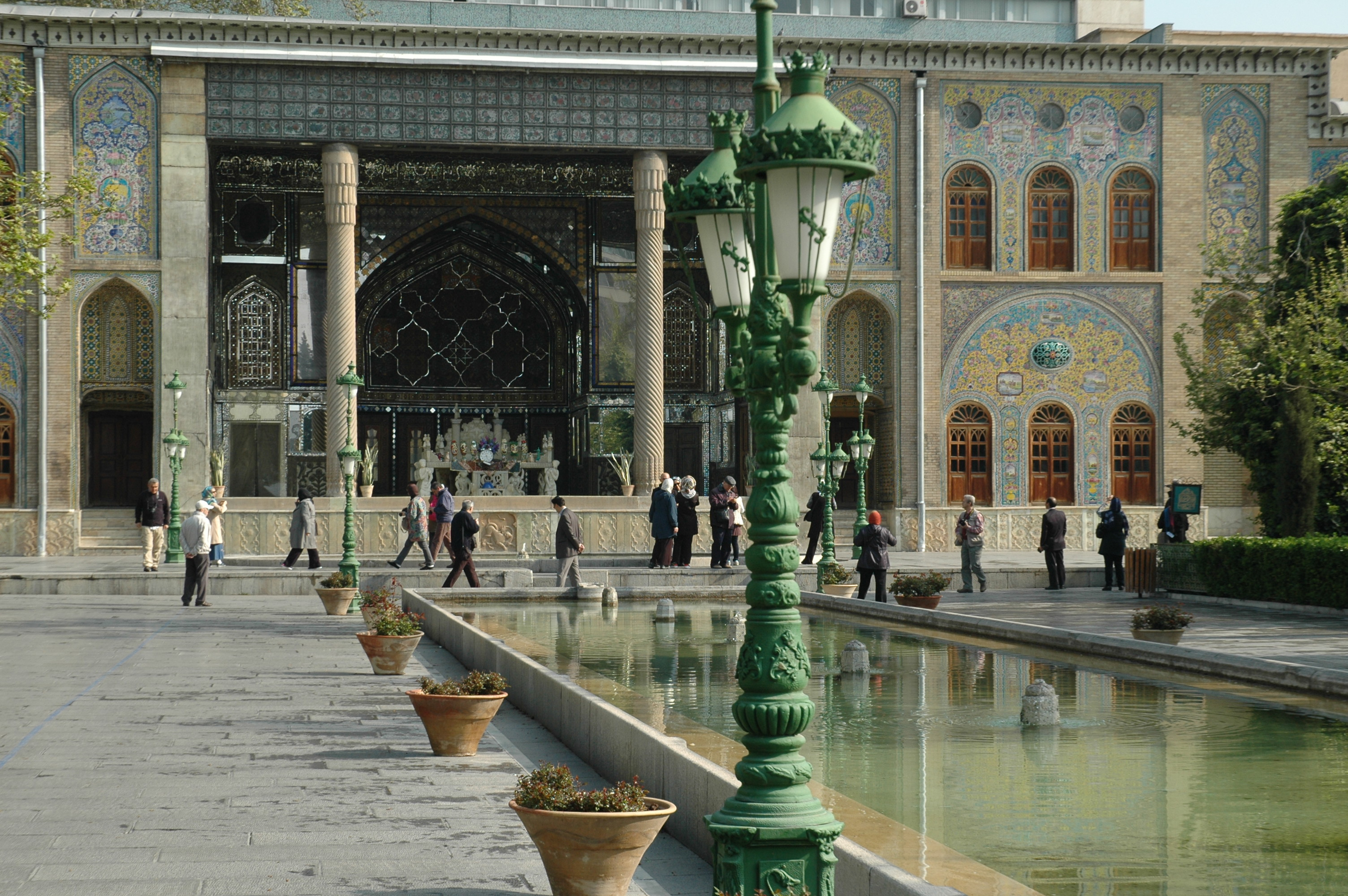
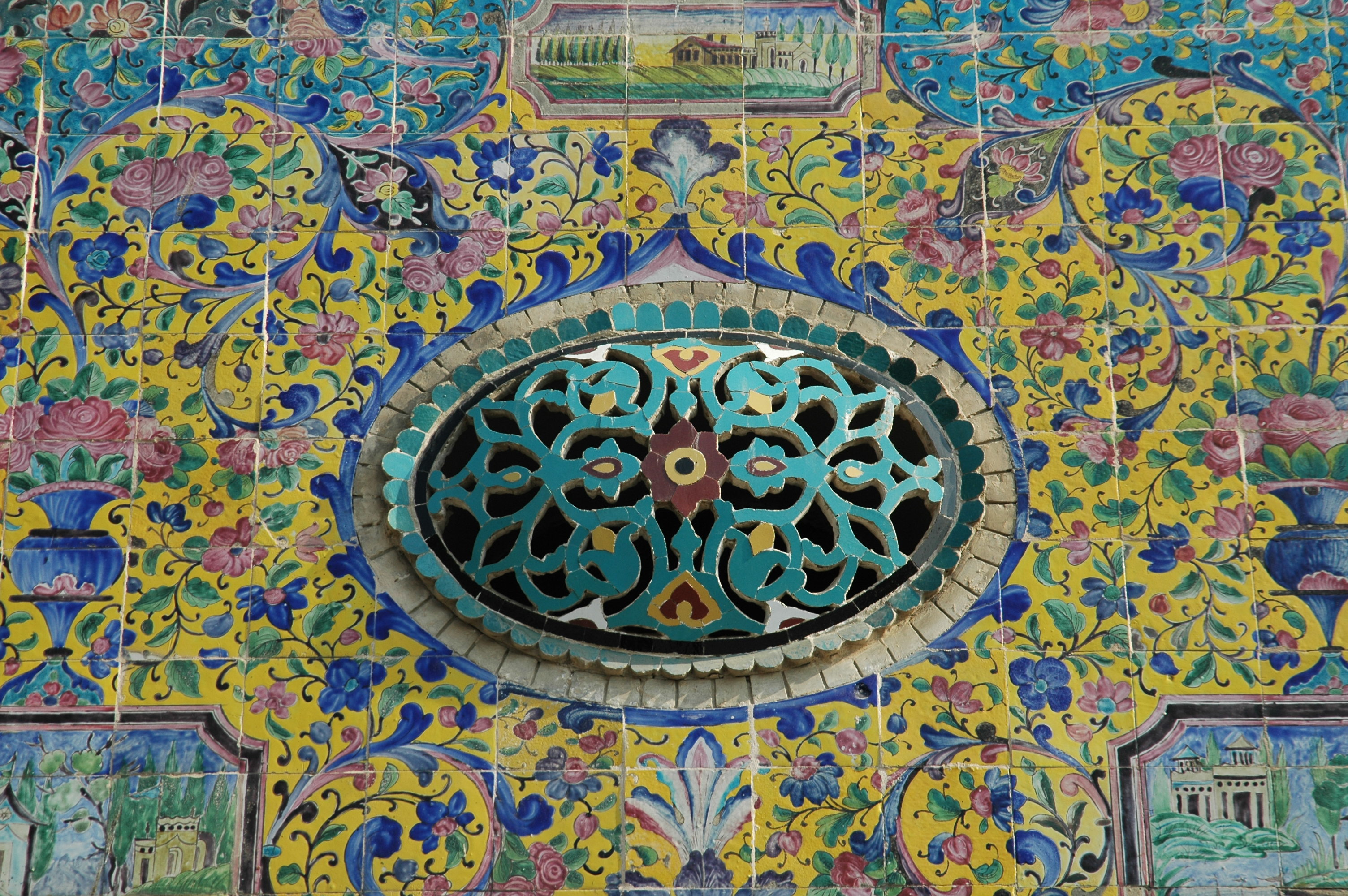
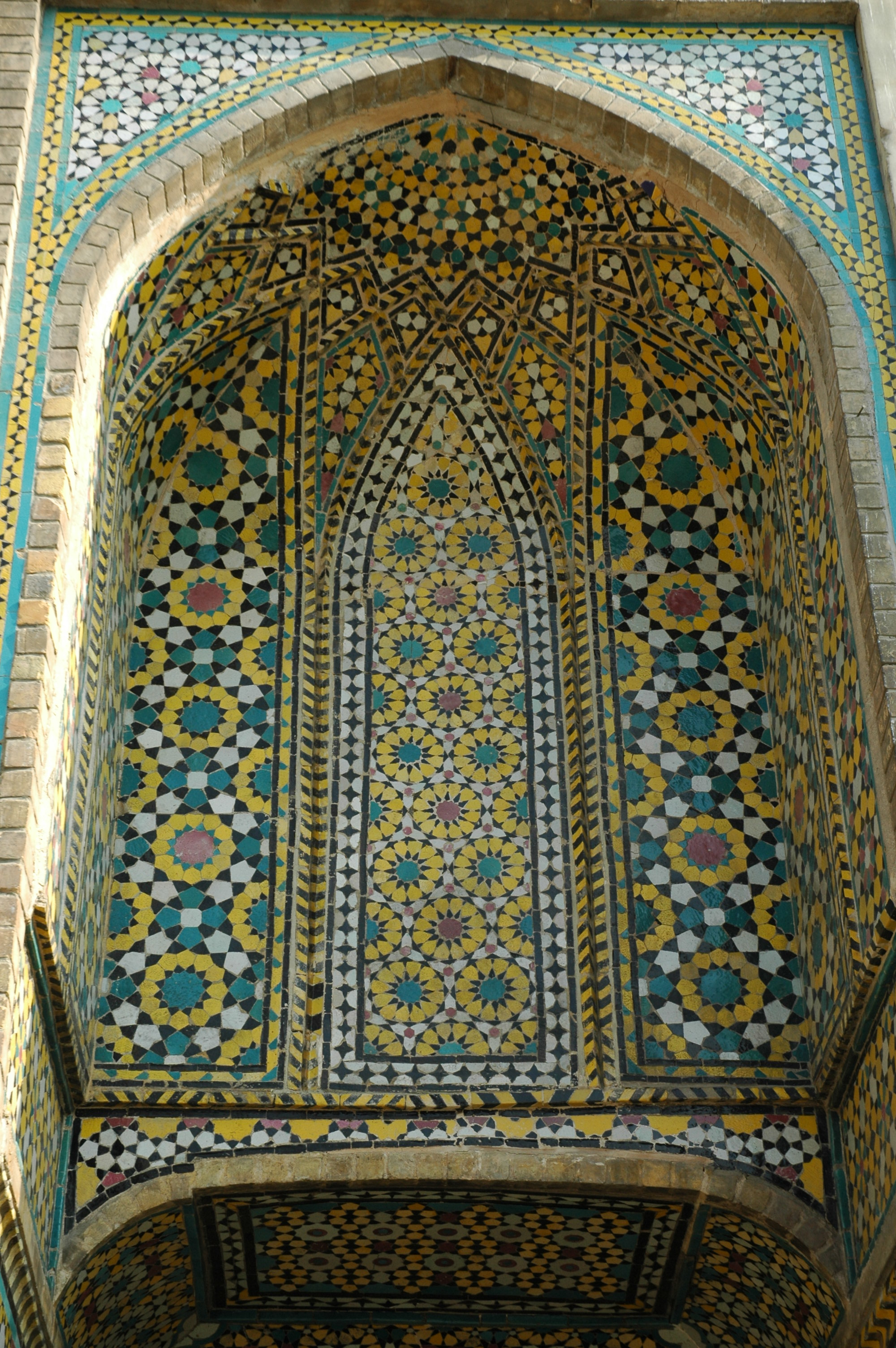
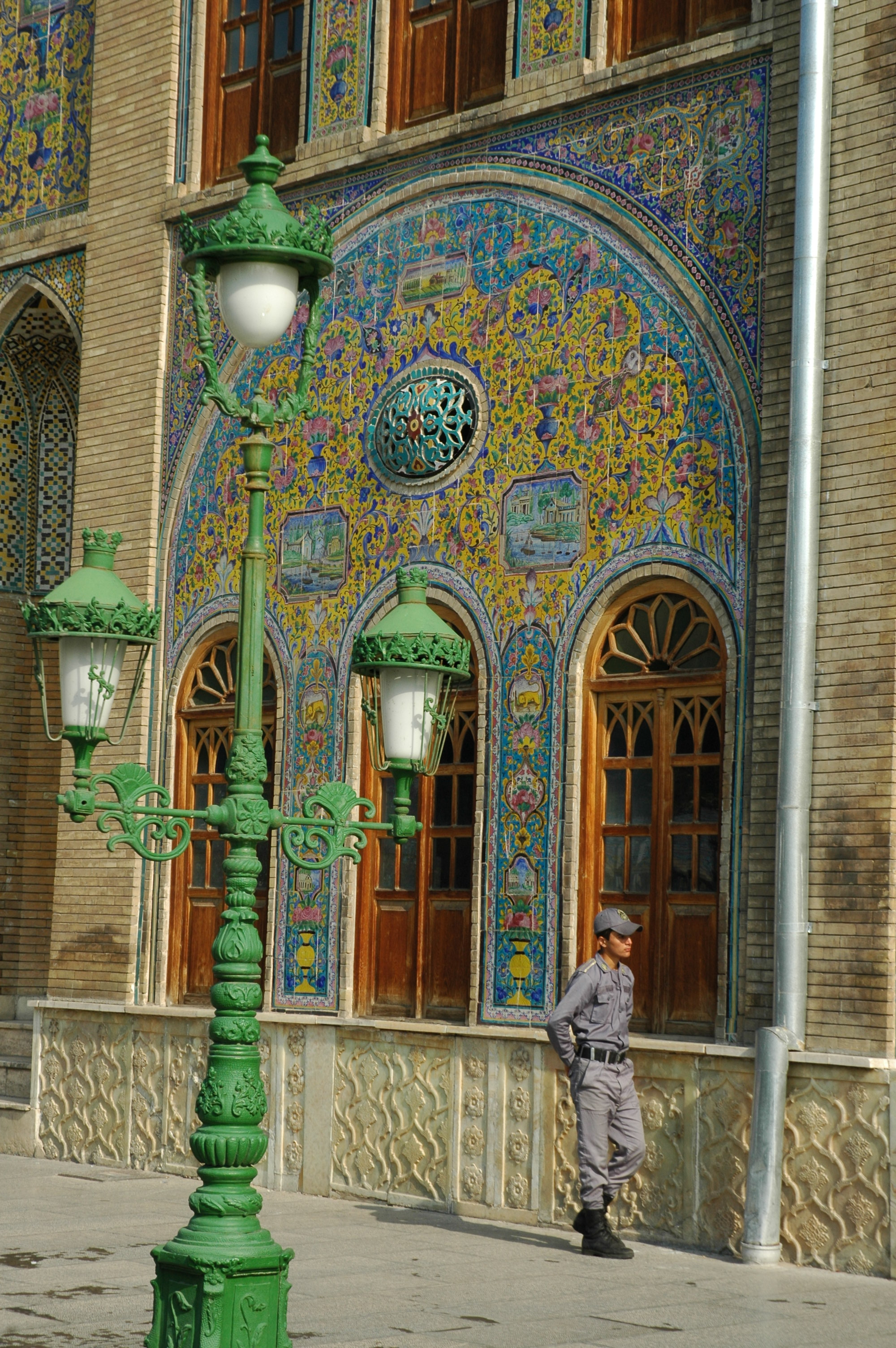
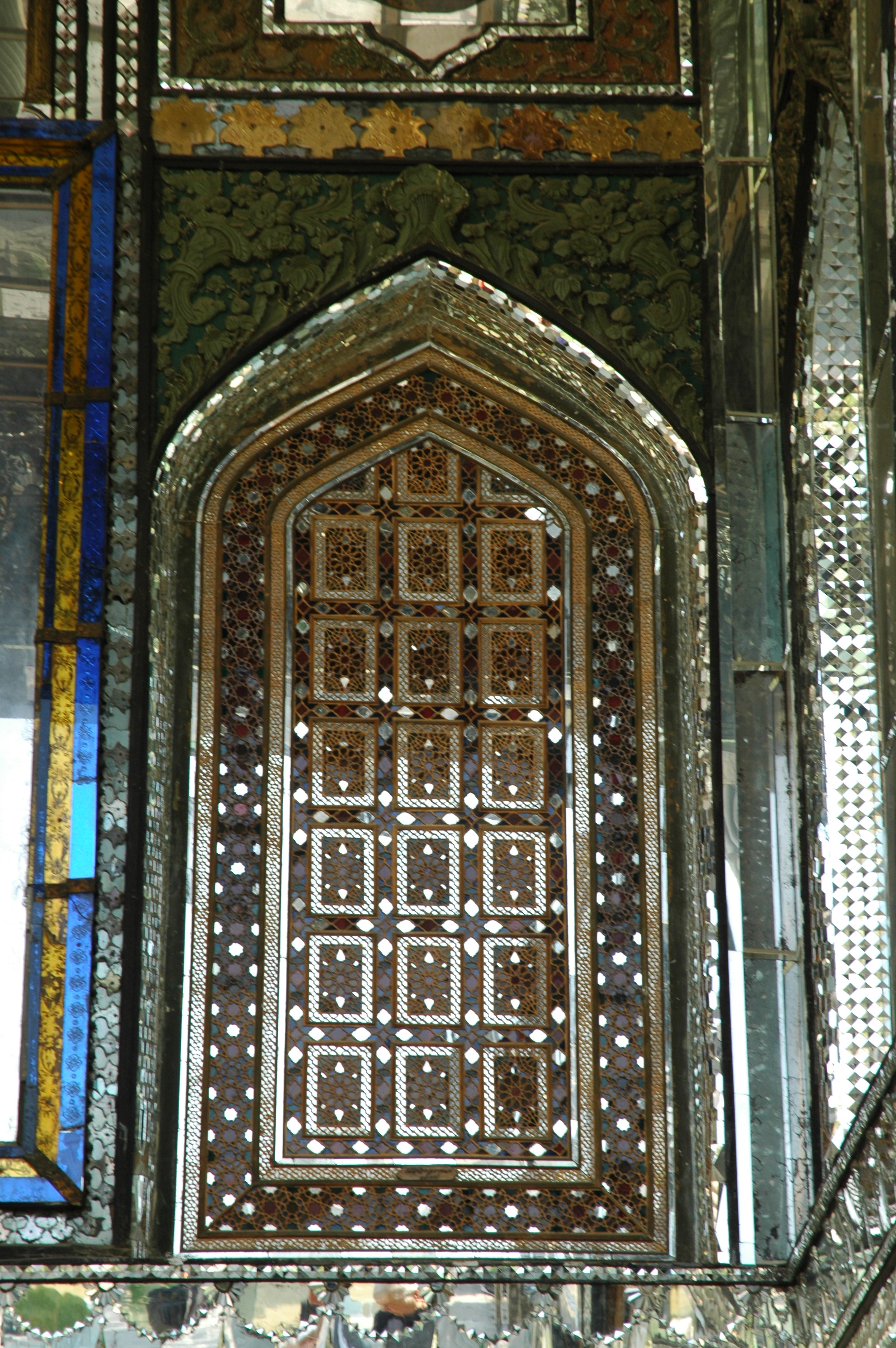
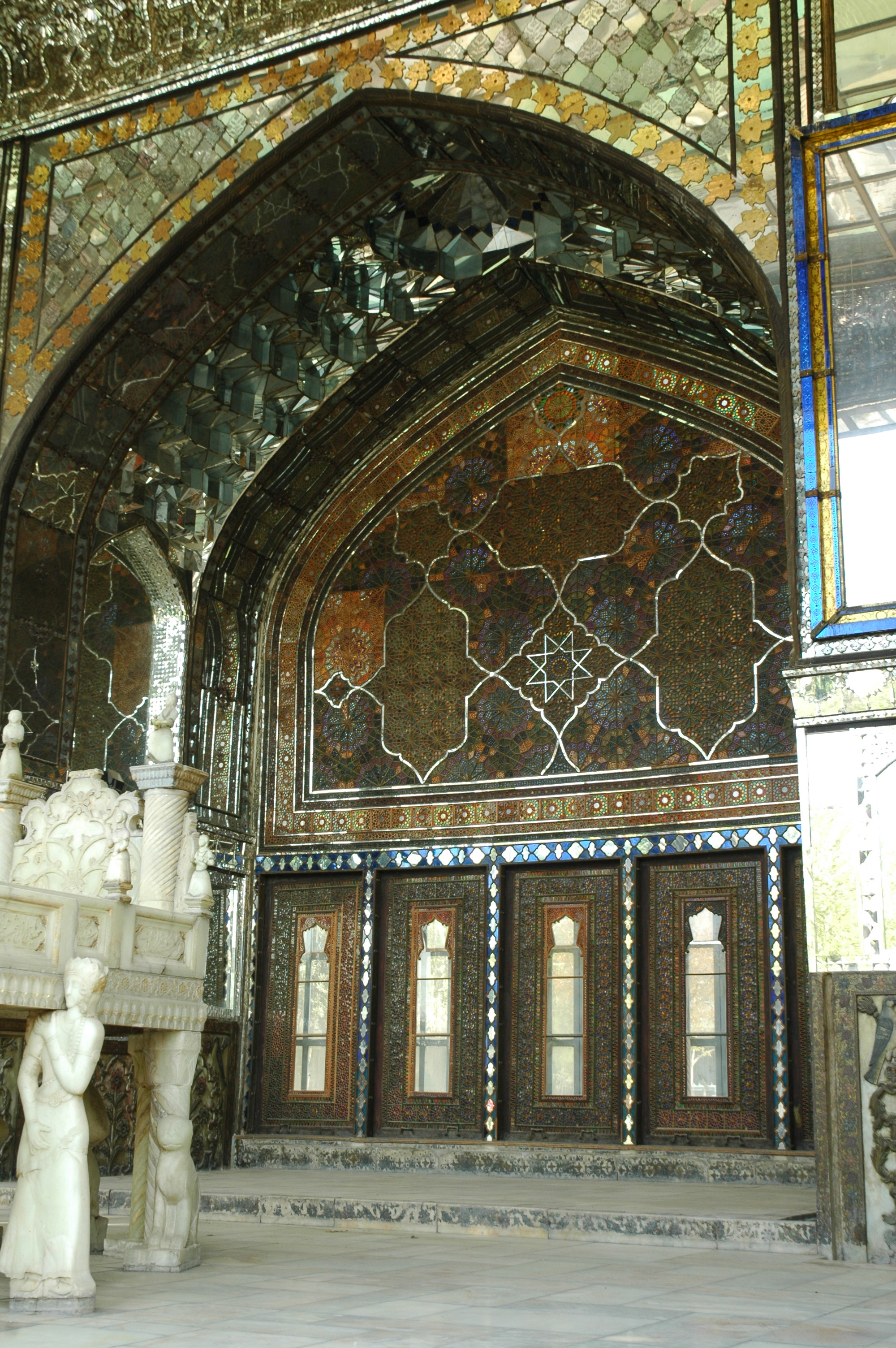
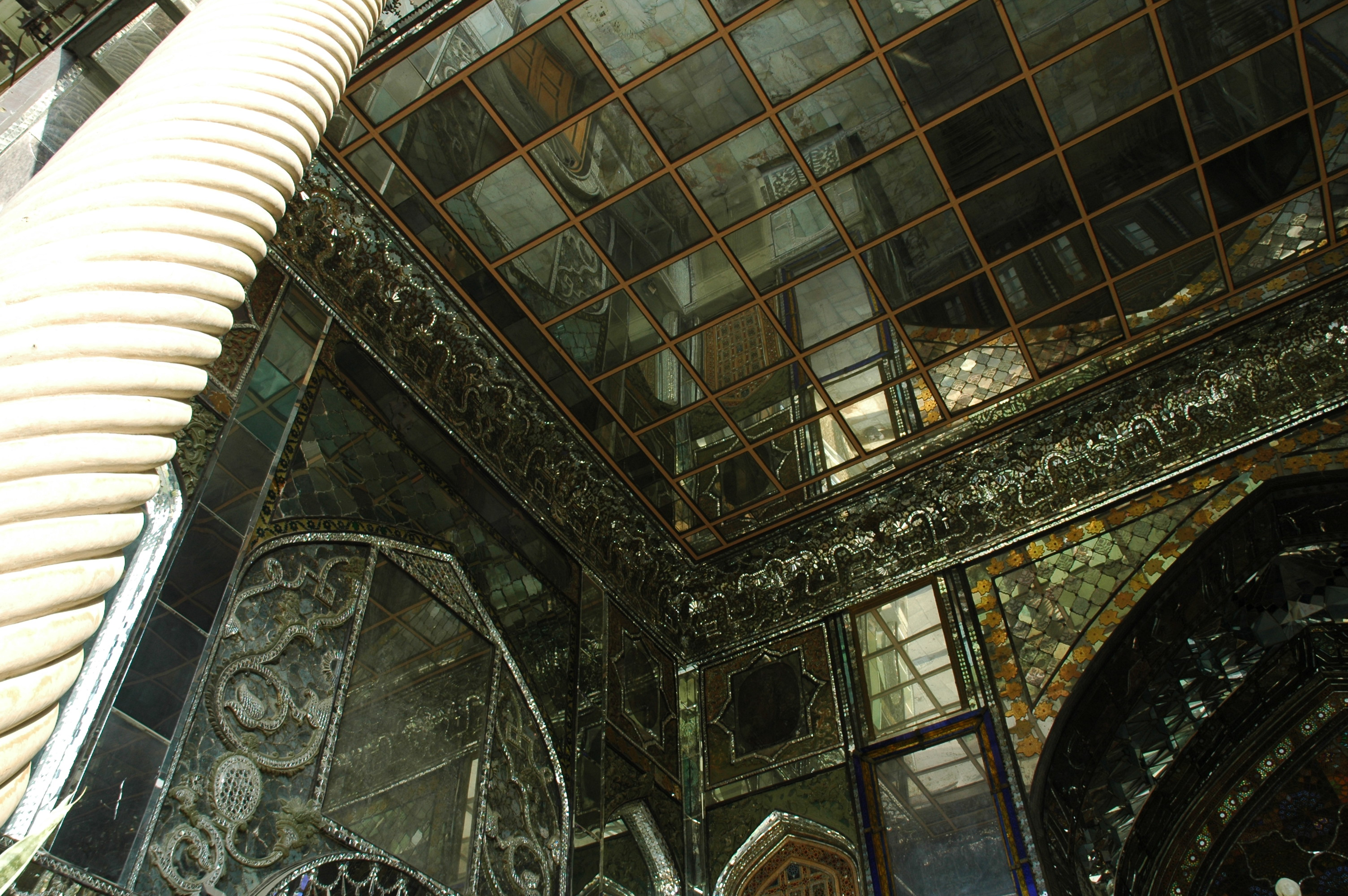
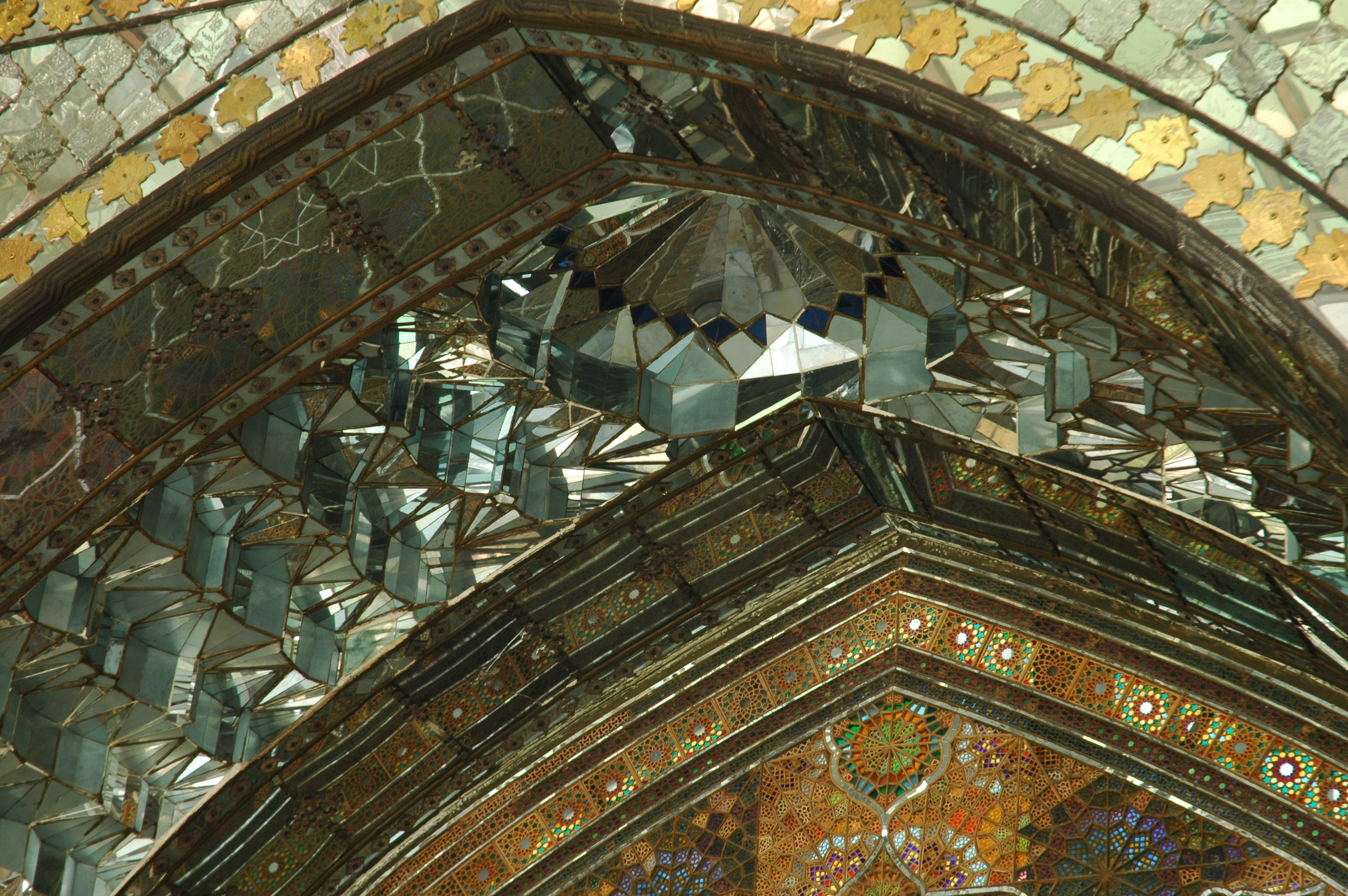
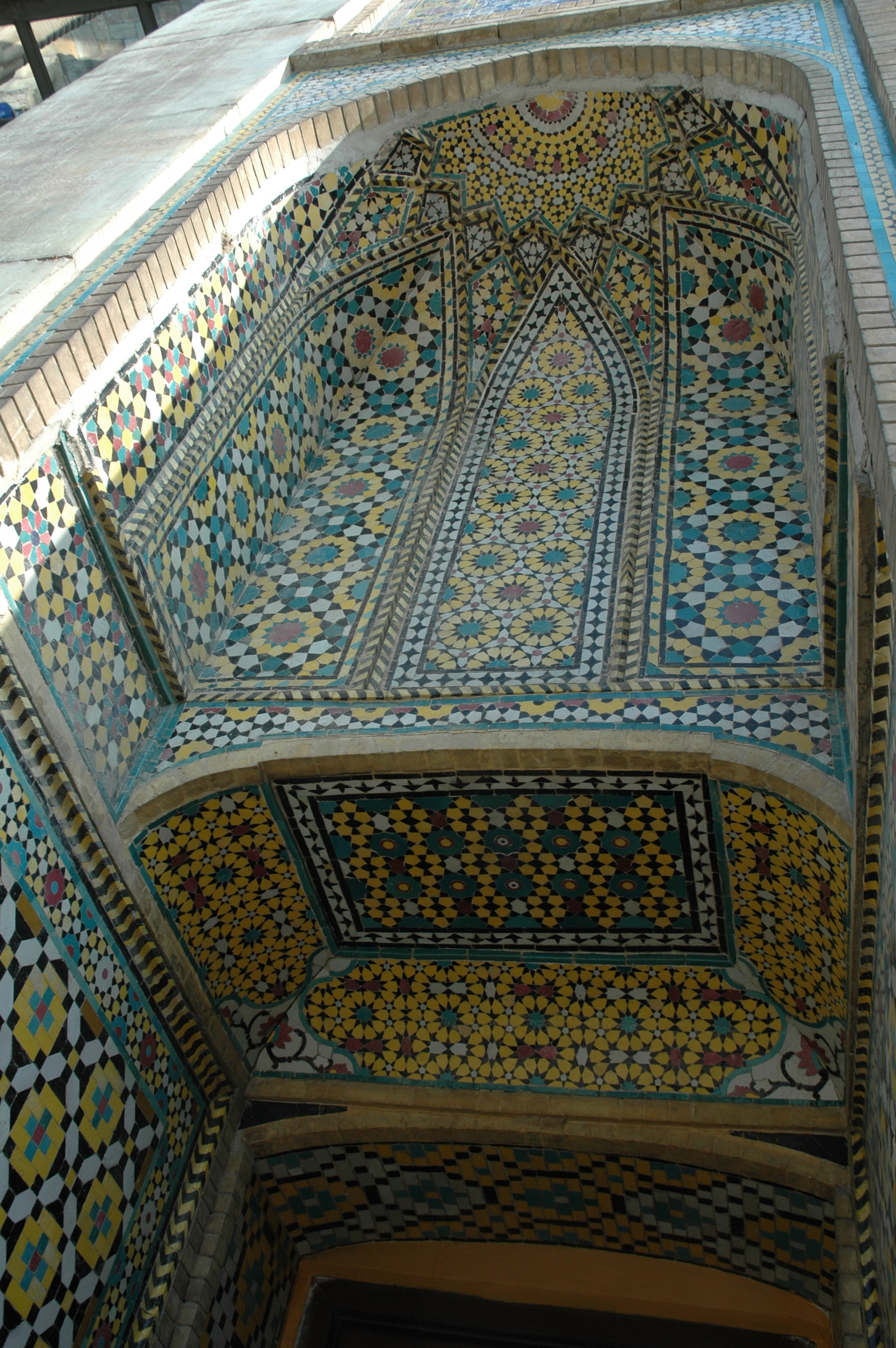
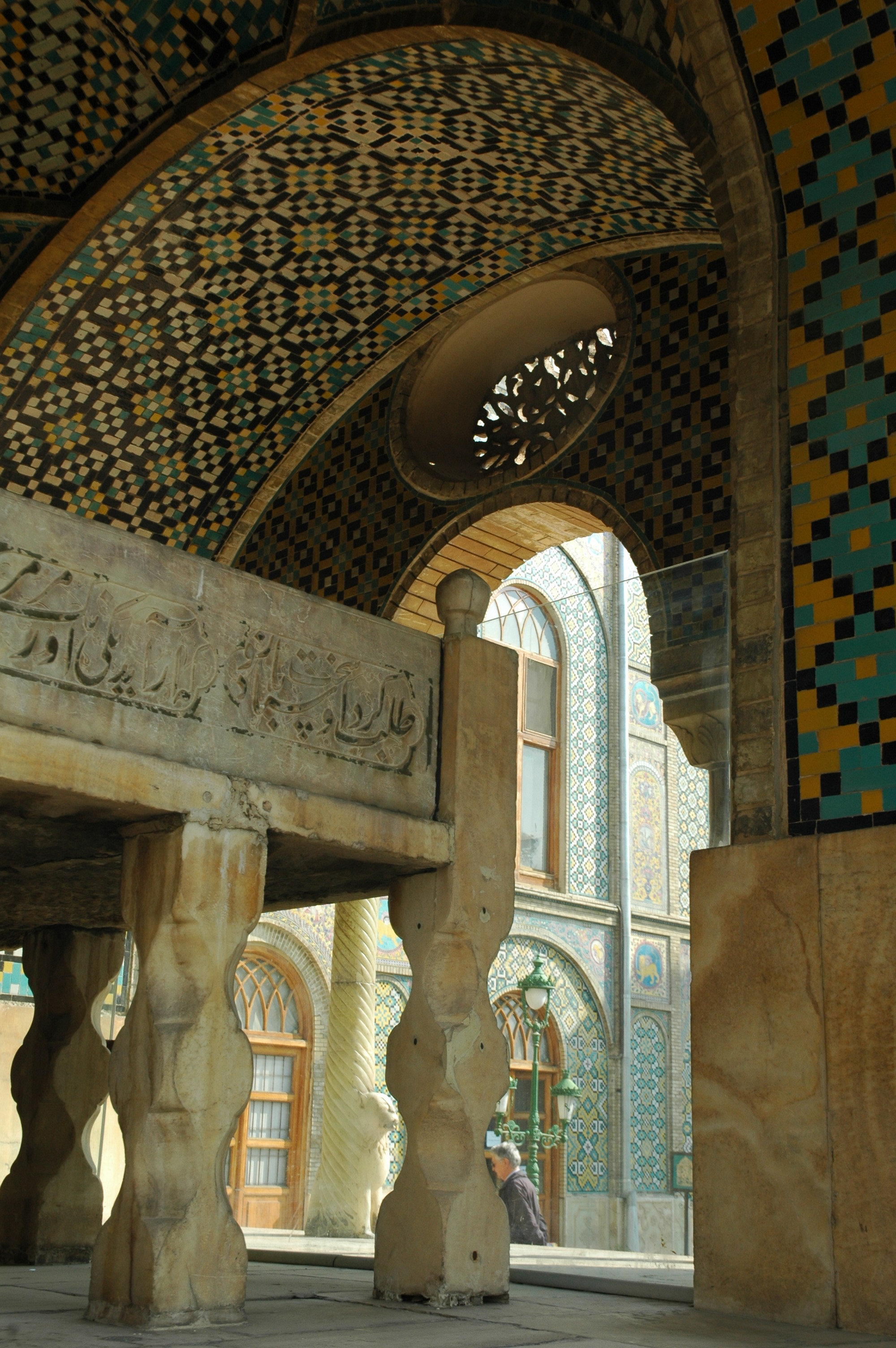
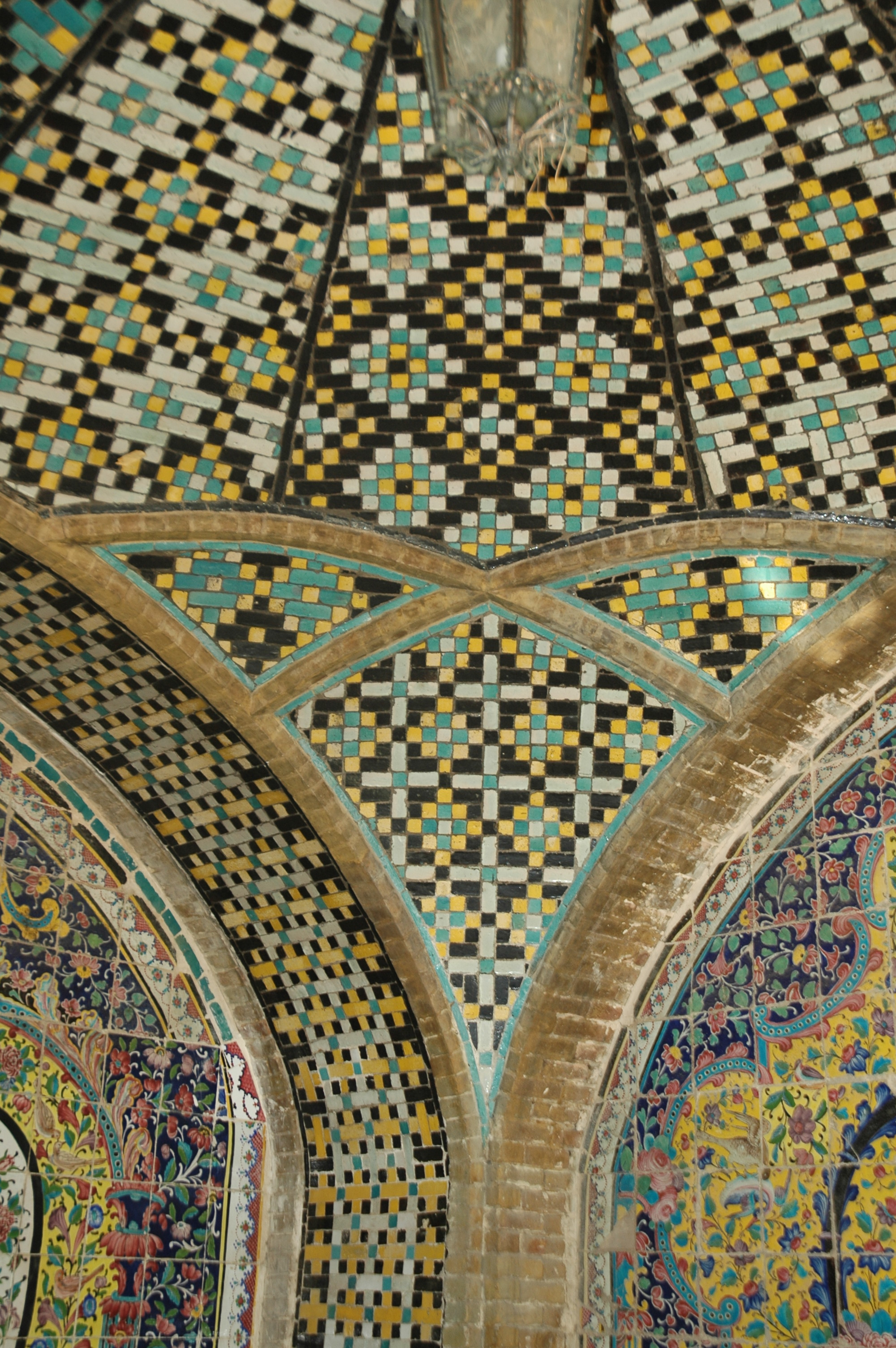
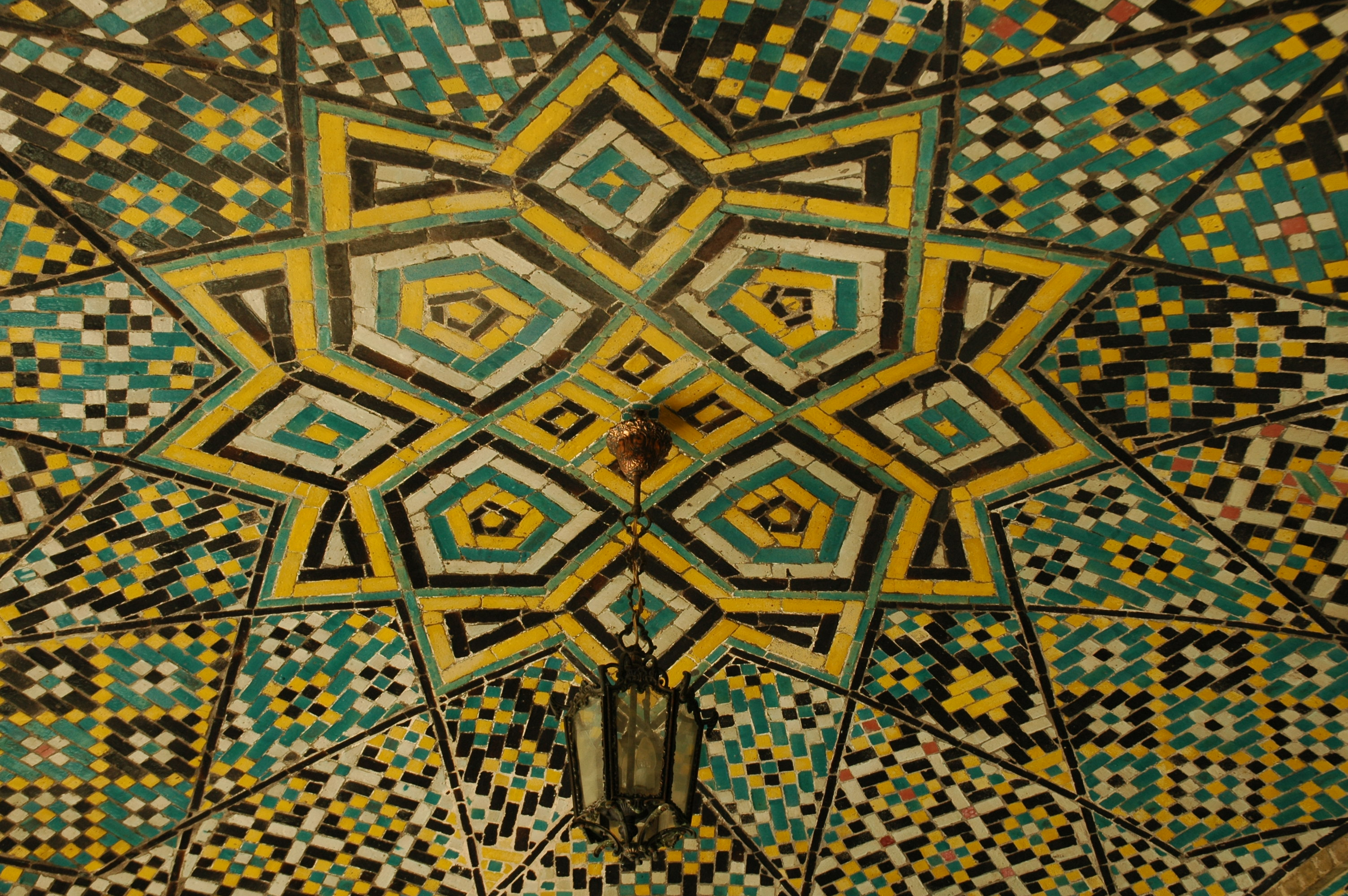
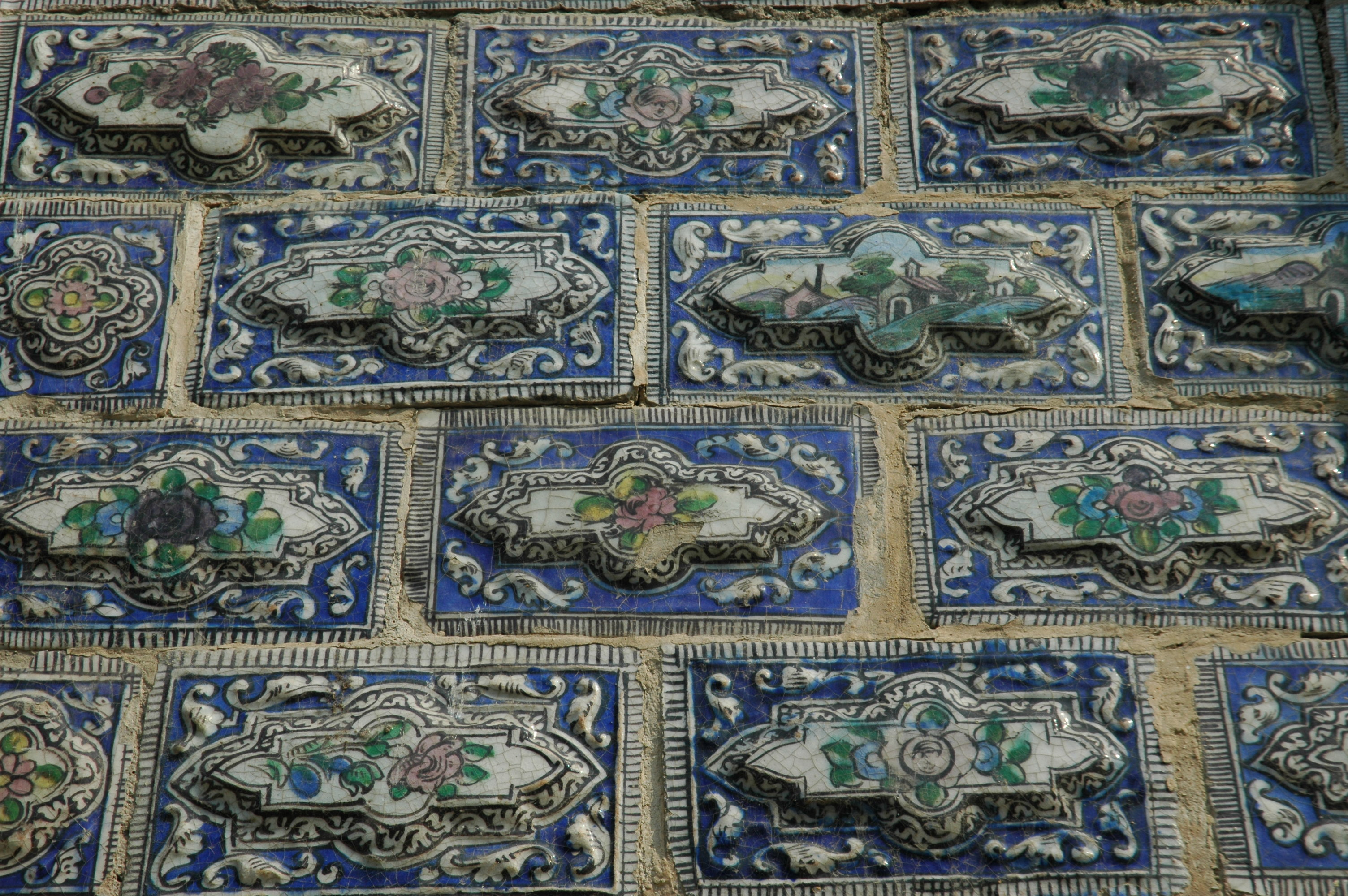
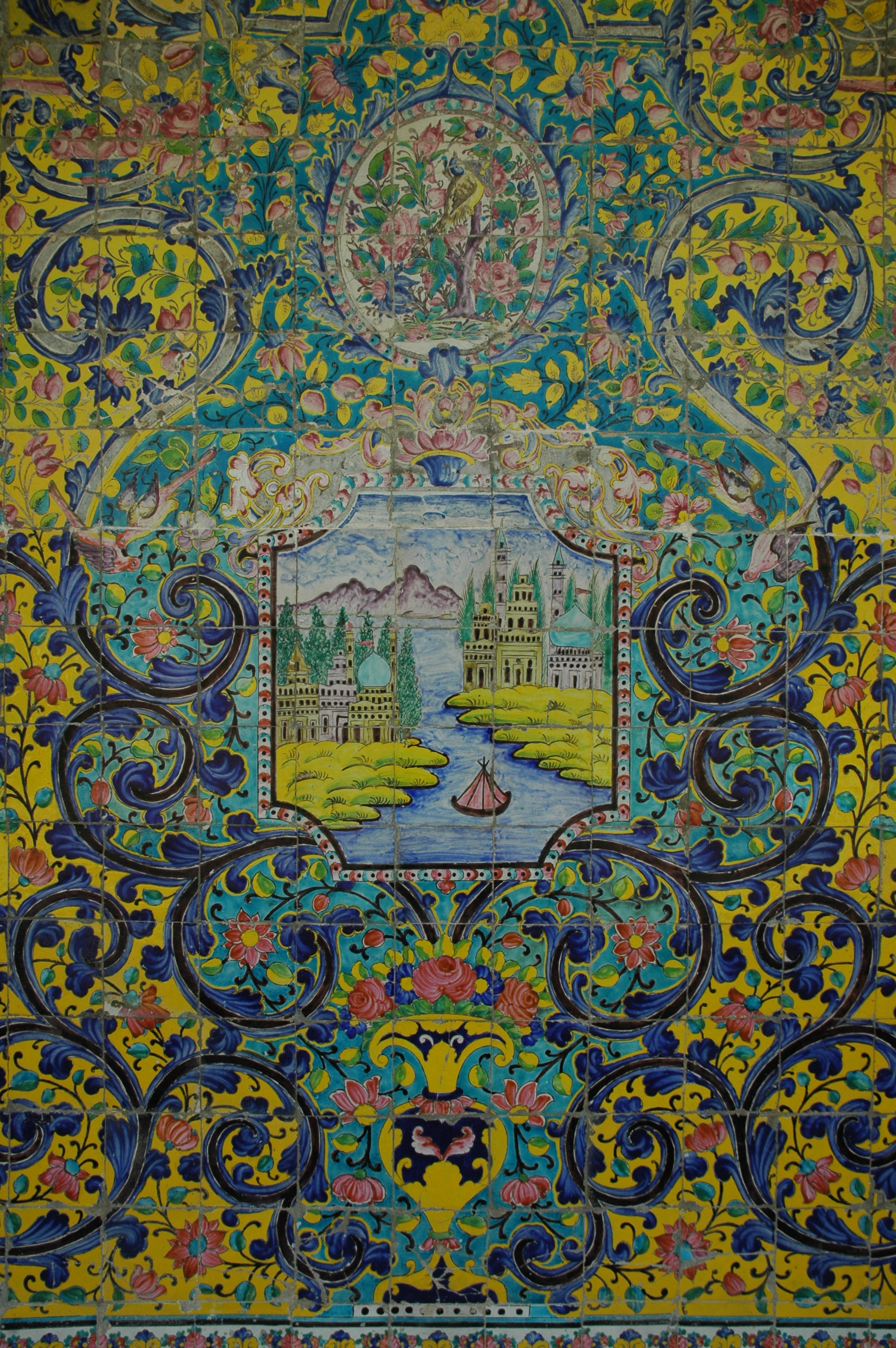
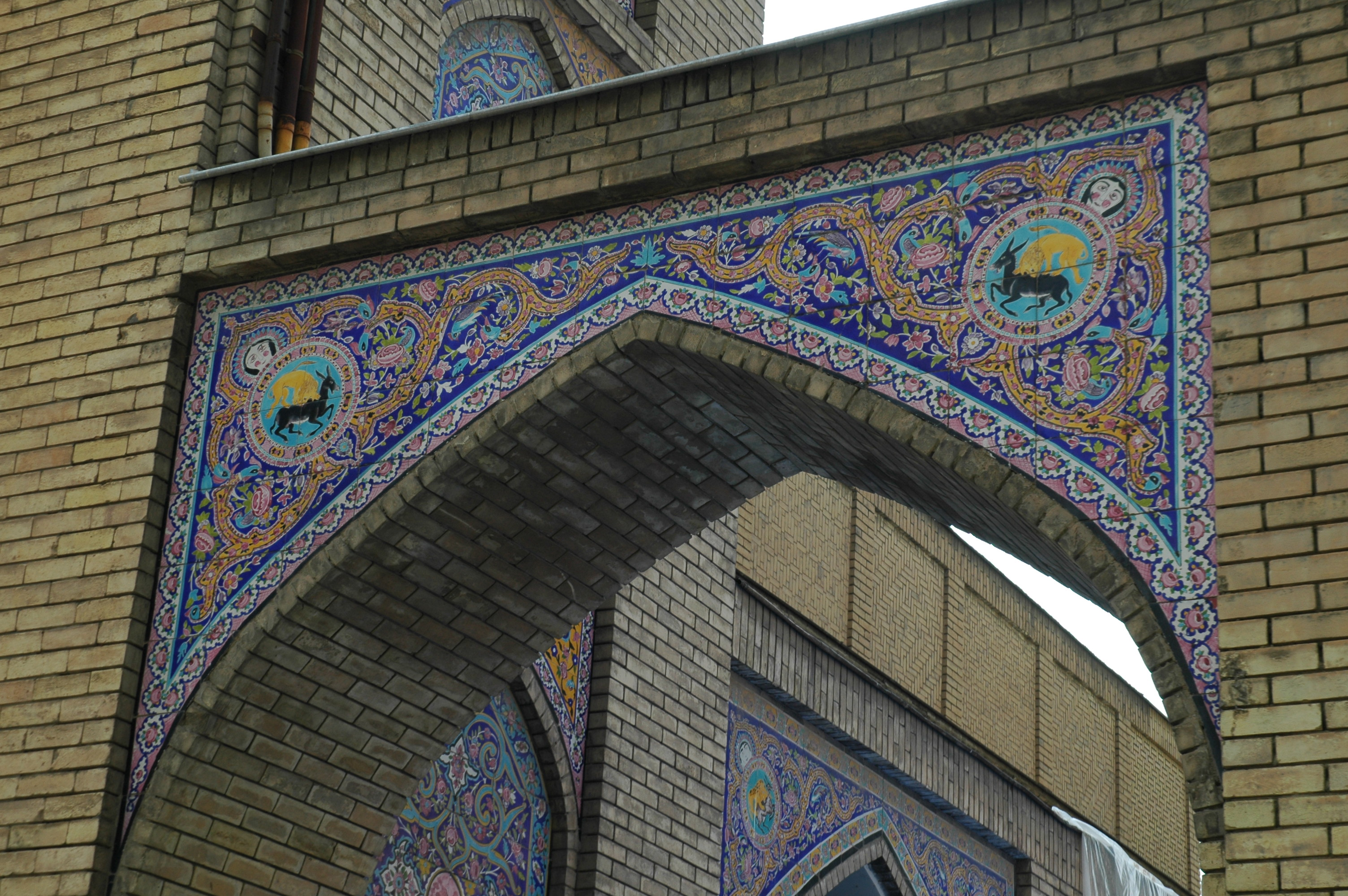
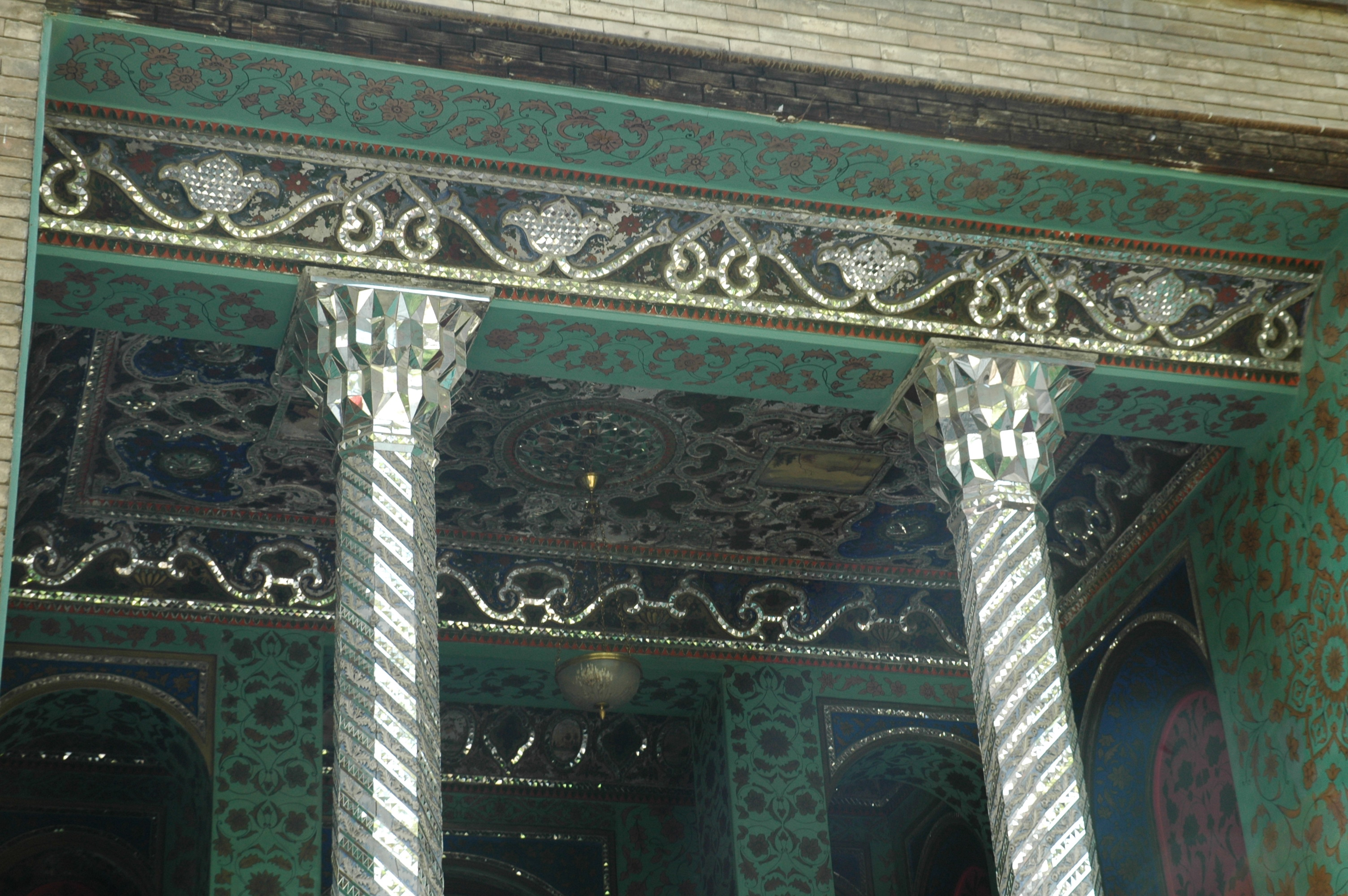
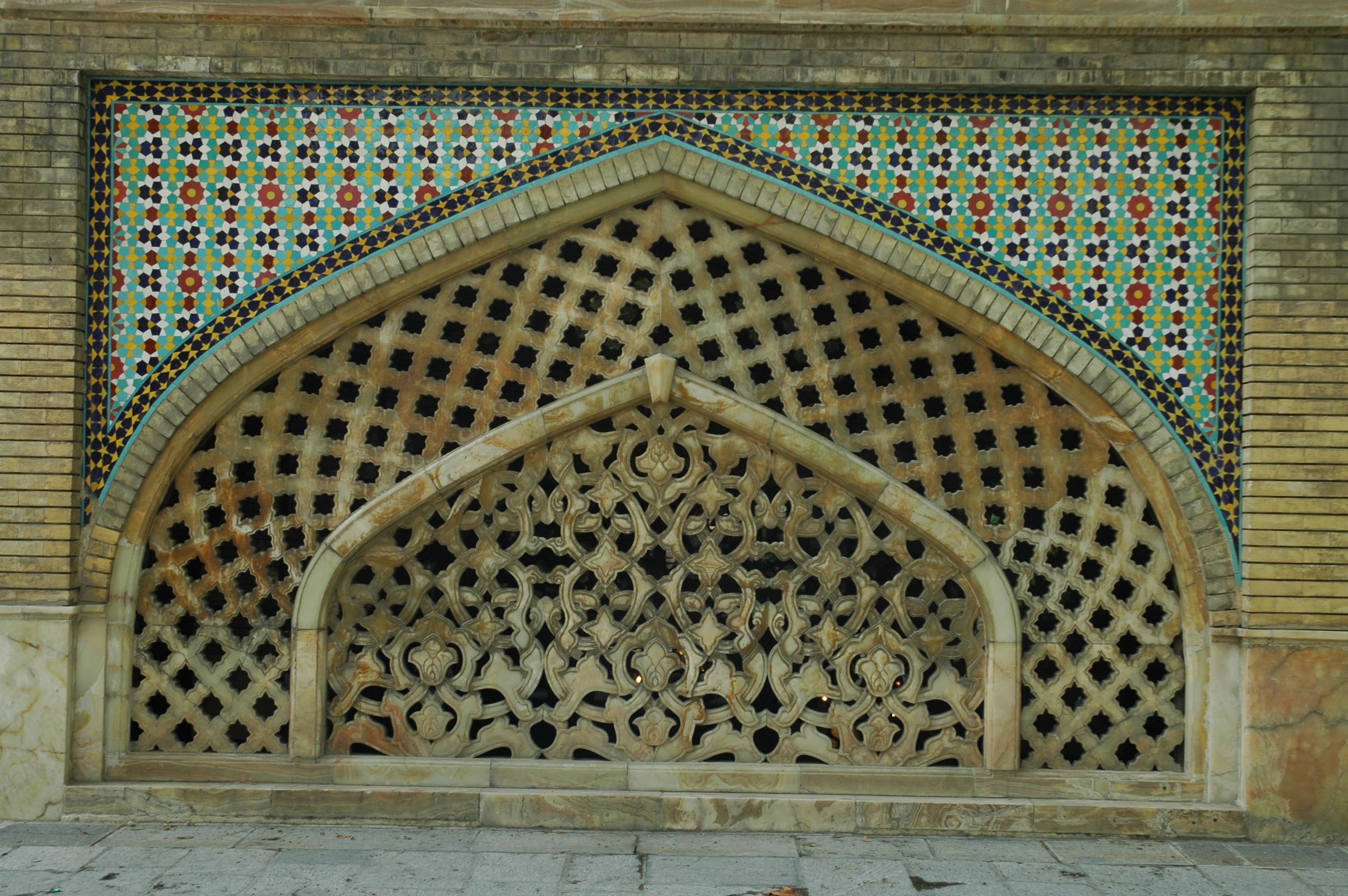
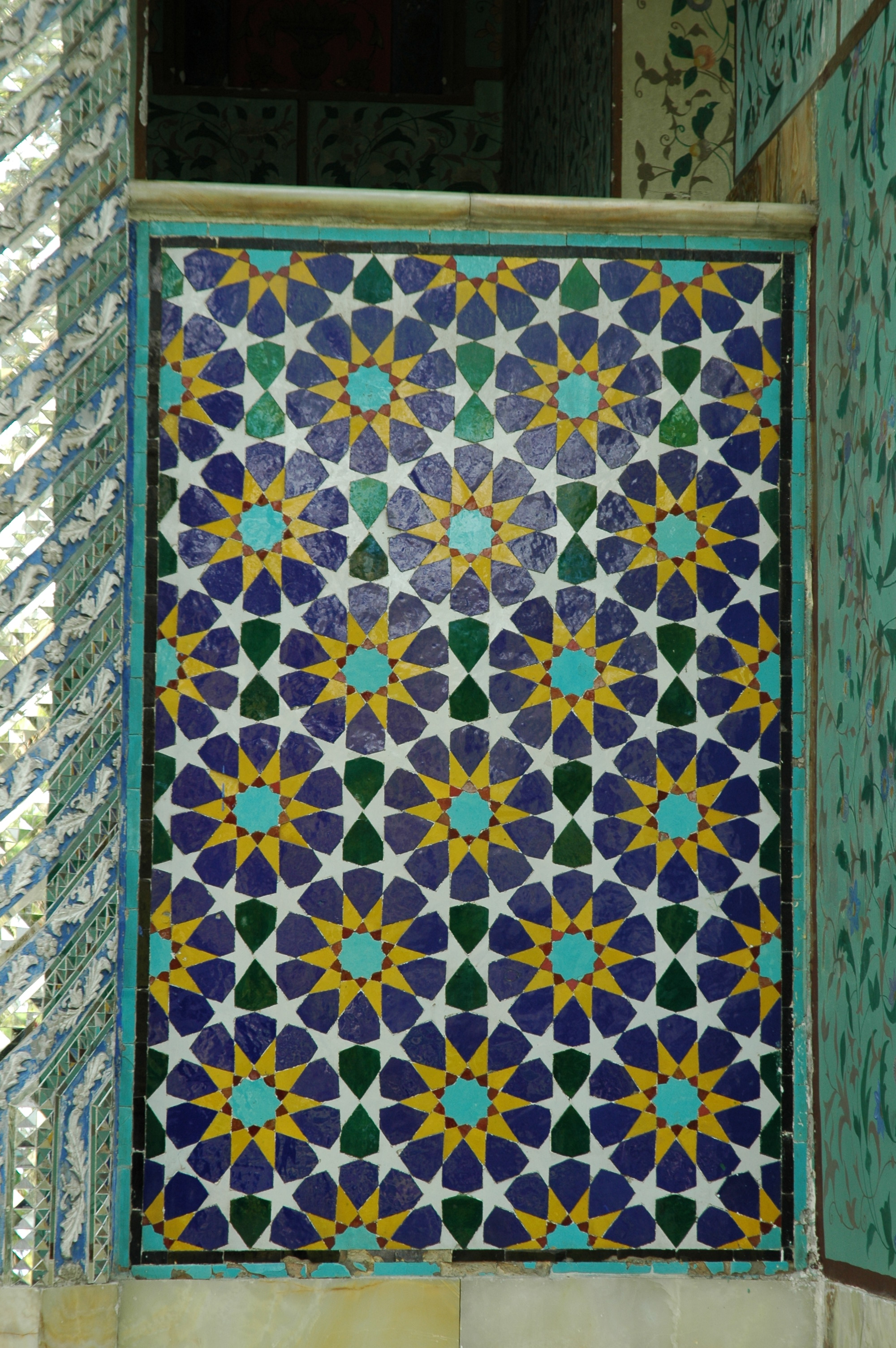
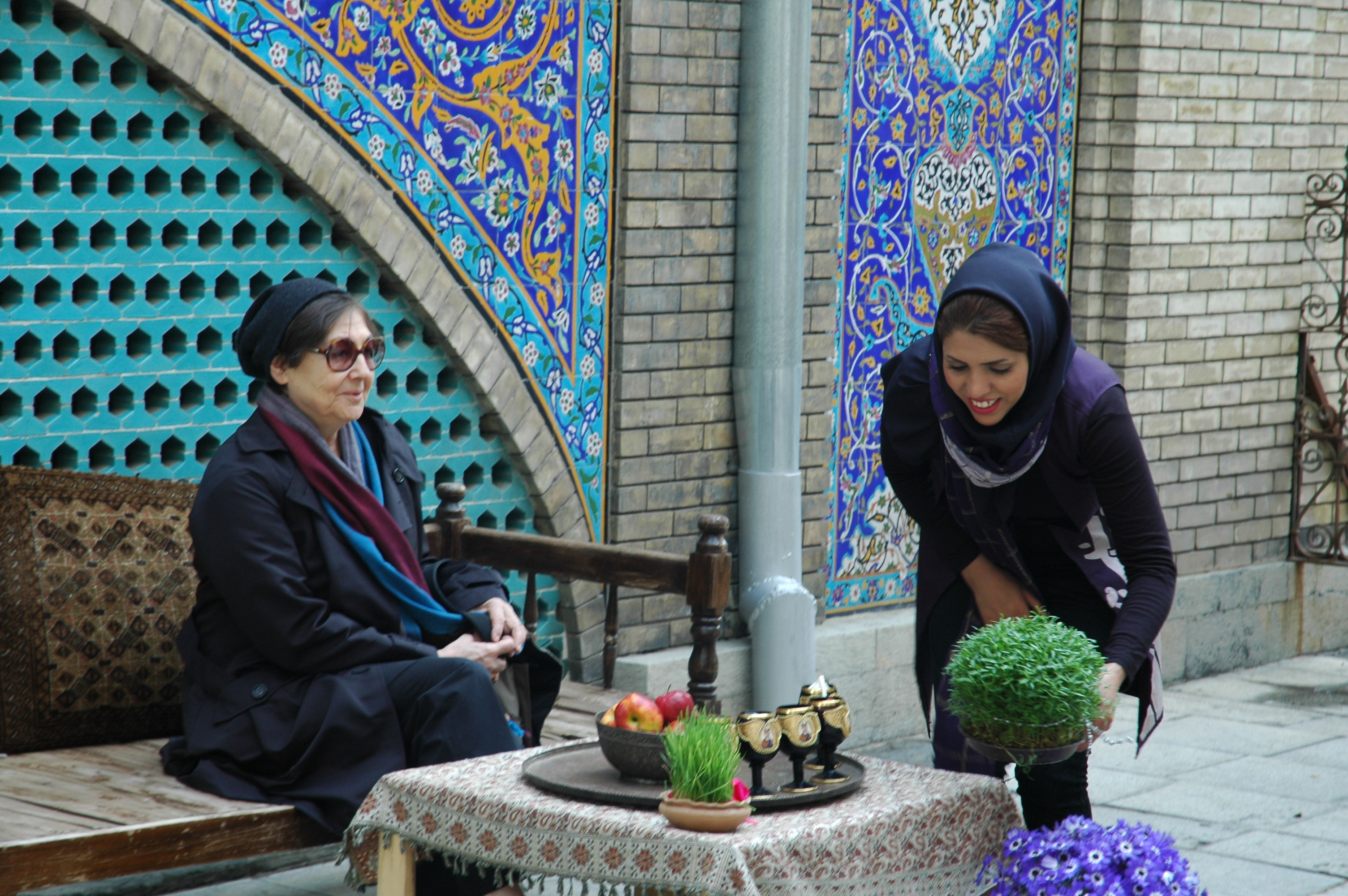
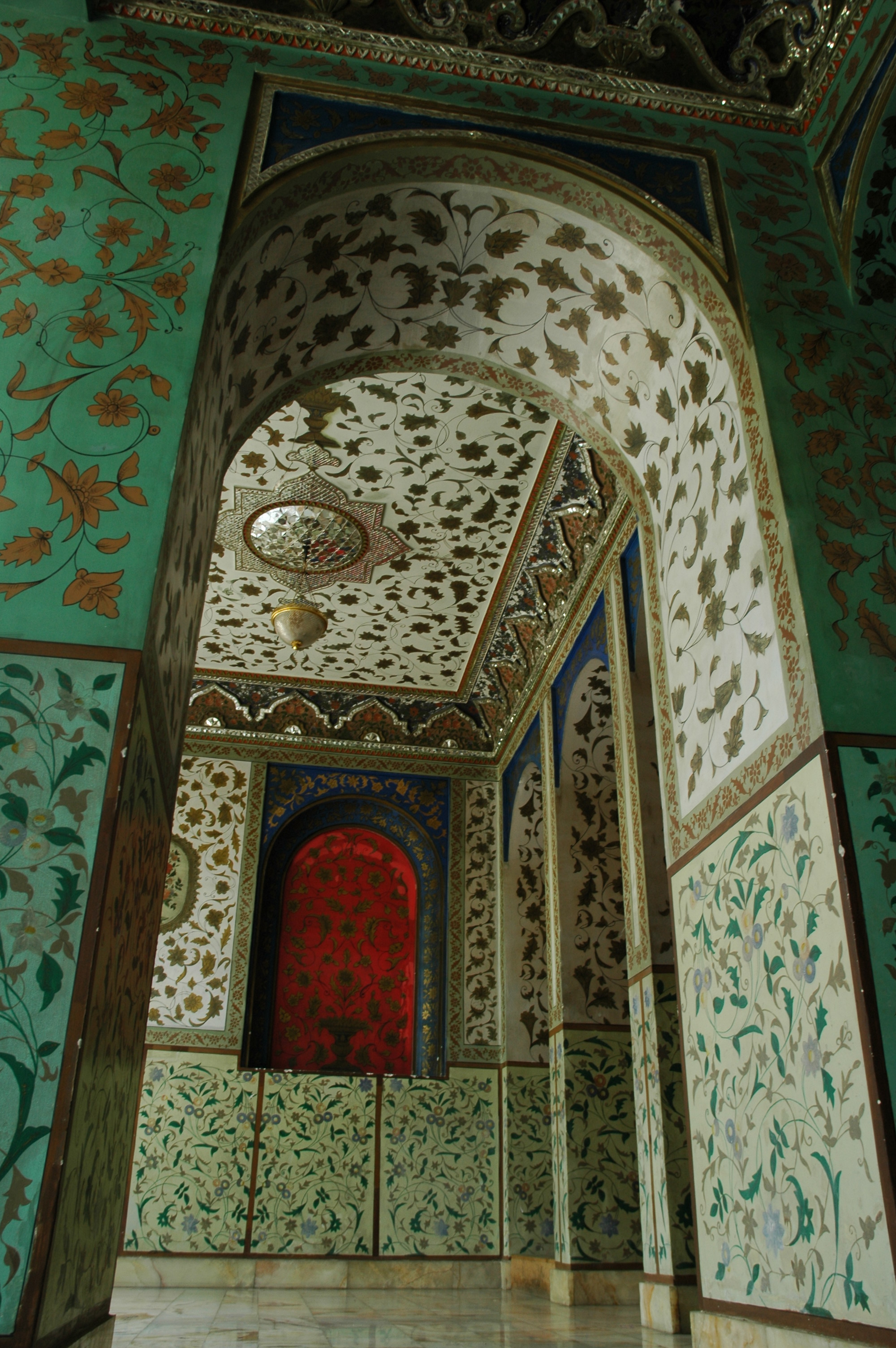
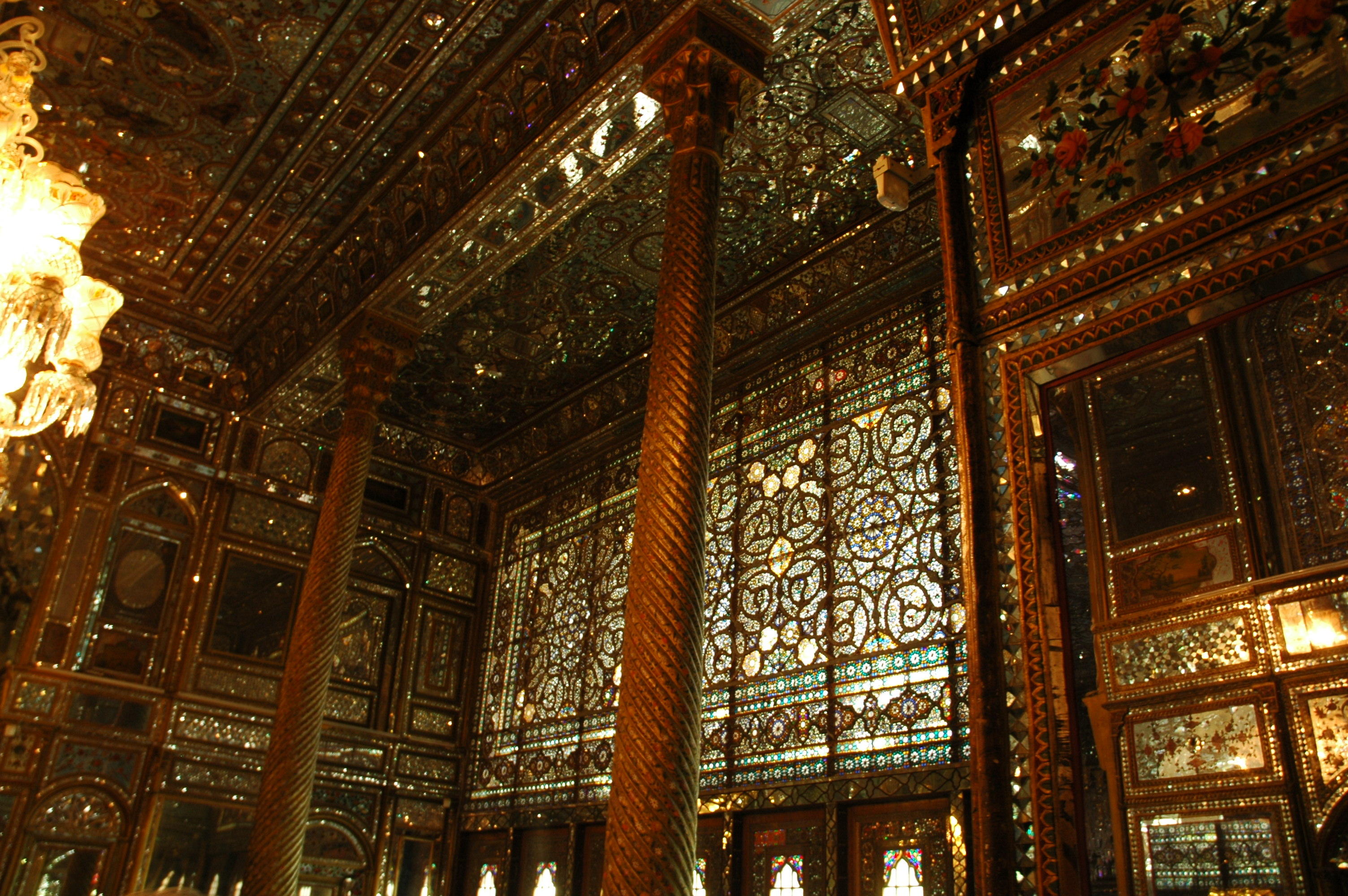
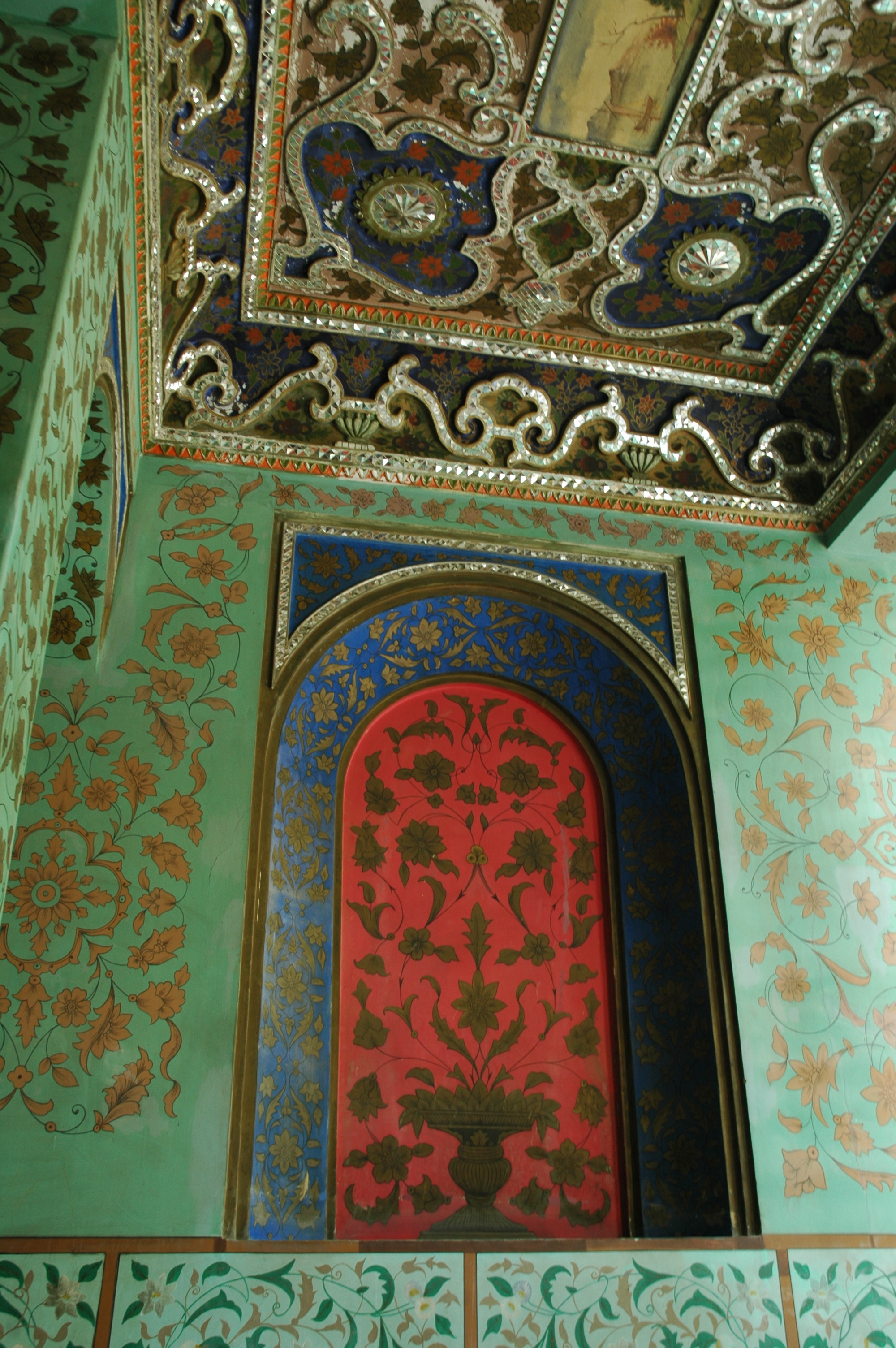